# モンゴル国

モンゴル国
Монгол Улс

国の標語：なし
国歌：Монгол улсын төрийн дуулал（モンゴル語）
モンゴルの国歌
 

PREFIXは JT JU JV

モンゴル国（モンゴルこく、モンゴル語: Монгол Улс,ᠮᠣᠩᠭᠣᠯ
ᠤᠯᠤᠰ）は、東アジア北部にある共和制国家。首都はウランバートル。東と南の二方向を中華人民共和国、北をロシアとそれぞれ接する内陸国である。モンゴル高原のうち、外蒙古（がいもうこ、そともうこ）と呼ばれたゴビ砂漠以北の一帯にほぼ該当する領域を国土とし、国連加盟国の中で人口密度が最も低い国である。

## 国名
正式名称は、モンゴル語（キリル文字）表記で Монгол Улс（モンゴル・オルス）、ラテン文字転写は Mongol Uls。
日本語の表記はモンゴル国。通称モンゴル。英語: Mongolia。英語ではモンゴリアと呼ばれる。
モンゴル語名「モンゴル・オルス（Монгол Улс）」の「モンゴル」は民族名で、「オルス／ウルス（Улс）」は「国」を意味する。

## 歴史
19世紀、外モンゴルから内モンゴルにかけては、清朝の支配下に置かれていた。
20世紀に入ると清朝は北方の自国領の人口密度を高くすることでロシア帝国側の侵略を防ぐ政策を実施し、それまでの辺境への漢人入植制限を廃止した。内モンゴルでは遊牧地が漢人により耕地に変えられ、モンゴル民族のうちに反漢・独立感情が高まり、反漢暴動が頻発した。中には貴族のトクトホのように「馬賊」となり漢人襲撃を繰り返す者もいた。一方で知識人ハイシャンらは漢人商人の活動に反発を覚え、いまだ危機感の薄かった外モンゴル地域と連携して独立を達成することを画策。外モンゴル貴族のツェレンチミドらと協力し外モンゴル諸侯に独立のための説得工作を行った。

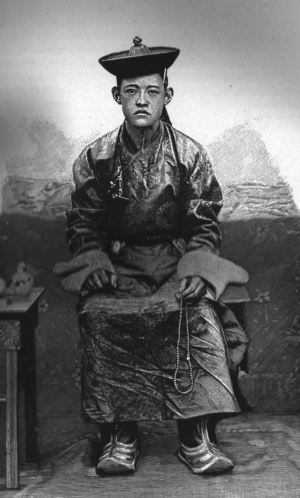
ボグド・ハーン

1911年に辛亥革命が起こると、既にハイシャンらの説得工作が功を奏し、独立のための財政援助をロシアに求めていたハルハ地方（外モンゴルの多くの地域）の王侯たちは清からの独立を宣言した（1911年モンゴル革命）。モンゴルにおけるチベット仏教界で最高権威かつ民族全体のシンボルとして君臨していた化身ラマ（活仏）のジェプツンダンバ・ホトクト8世（ボグド・ハーン）をモンゴル国の君主（ハーン）として推戴し、ボグド・ハーン政権を樹立した。1913年には、チベットとの間で相互承認条約を締結した。統治機構は清朝の整備したものをほぼそのまま利用することで、スムーズな政府の設置ができた。ただ内モンゴルとの連携については、内モンゴル解放軍を派遣し、一時的には内モンゴルの大部分を制圧したが、モンゴルの後ろ盾として経済的・軍事的支援を行っていたロシア帝国が、辛亥革命で成立した中華民国（中国）への配慮から内モンゴルからの撤退を要求、撤収を余儀なくされた。
1915年、キャフタ条約で中国の宗主権下での外モンゴル「自治」のみが、清の後を引き継いだ中華民国とロシアによって承認されるが、内モンゴルについてはこの地への進出をうかがっていた日本に配慮して現状維持とされた。また、内モンゴルでも外モンゴルの独立に呼応する動きが見られたが、内モンゴルの大部分の地域が漢人地域になっており中国が手放そうとしなかったこと、モンゴル人の間で統一行動が取れなかったことなどから内外モンゴルの合併には至らず、以後は別々の道を歩むことになる。
1917年、ロシア革命が勃発すると、中国は外モンゴルでの勢力回復に乗り出し、1919年には外モンゴルを占領し自治を撤廃。1920年10月、赤軍との内戦で不利な状況に追い込まれていたロマン・ウンゲルン率いる白軍が体制の立て直しのためにモンゴルへと侵入して中国軍を駆逐、ボグド・ハーン政権を復興させた。しかし、ウンゲルンの残虐な行動に人心が離反、そんな中でボドー、ダンザン、スフバートル、チョイバルサンら民族主義者、社会主義者はモンゴル人民党（のちのモンゴル人民革命党）を結成、ソビエト連邦の援助を求めた。これに応じた赤軍や極東共和国軍はモンゴルに介入し、7月にジェプツンタンパ8世を君主としてモンゴル人民政府を樹立した（1921年モンゴル革命）。こうして立憲君主制国家として新生モンゴルはスタートするも、1924年にジェプツンタンパ8世の死去を契機に人民共和国へと政体を変更、モンゴル人民共和国（社会主義国）が成立した。
モンゴル人民共和国は、ダンバドルジ政権（1924年 - 1928年）の下、狭量な社会主義政策にとらわれない開明的諸策を打ち出したが、コミンテルンの指導、ソ連からの圧力により、中ソ対立以後も徹底した親ソ・社会主義路線をとることになる（ソ連側は一時期、モンゴルを第16番目の共和国としてソ連に加えようとしていたとの説もある）。1929年 - 1932年には厳しい宗教弾圧と遊牧の強制農耕化、機械化、集団化など急進的な社会主義政策をとるが、各地で国民の約45パーセントが参加した暴動が発生し、多くのチベット仏教僧、富裕遊牧民が暴動の指導者として虐殺された。その後は急進的な政策はやや緩和され、教育や産業の充実が図られたものの、反革命の廉で粛清された国民はかなりの数に上った。

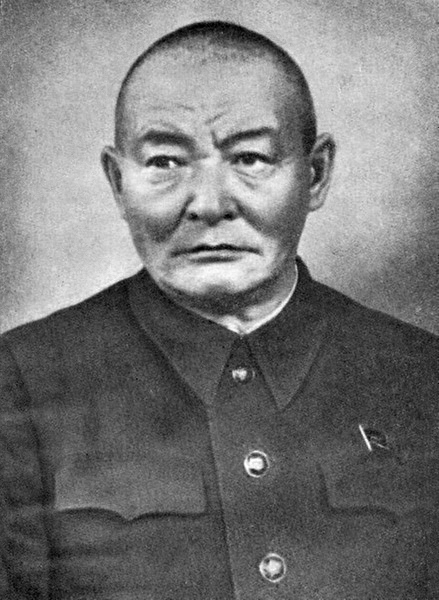
チョイバルサン

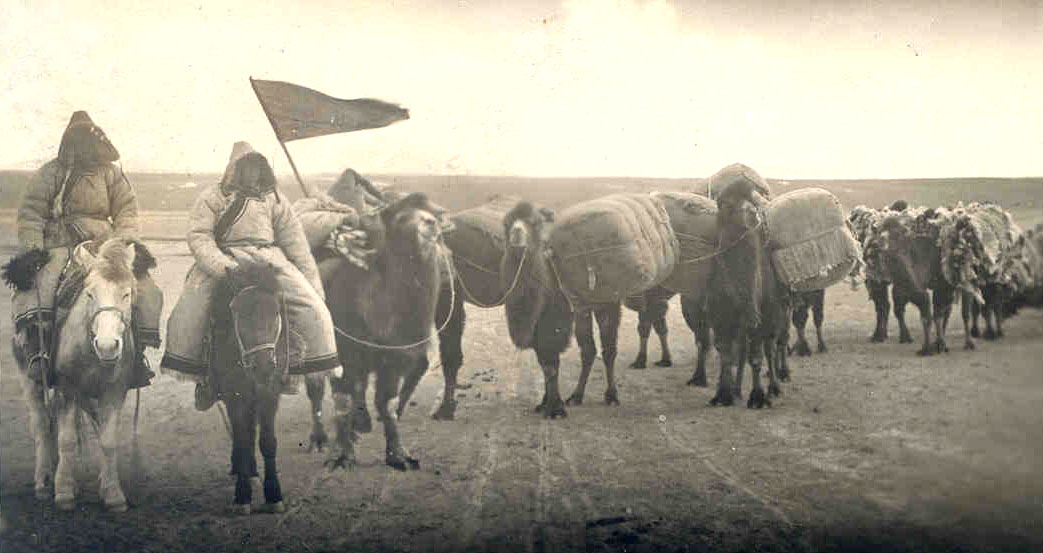
オイラトのキャラバン（20世紀）

1934年にソ連と相互軍事援助協定が締結されるとともに、ソ連の指導者であったスターリンからラマ教寺院の破壊を繰り返し要求されるがゲンデン首相は拒否した。1936年にモンゴル秘密警察が設立され、ソ連派のチョイバルサンが首長となり、ゲンデンはソ連に送致され処刑された。また、同1936年3月にはソ連との間でソ蒙相互援助議定書が締結された。1937年から800の修道院が破壊され、約1万7,000名の僧侶が処刑された。同年、大規模なソ連軍が進駐すると、政府・軍部高官・財界首脳ら5万7,000人がゲンデン首相に関わるスパイに関与したとして逮捕され、2万人が処刑された。チョイバルサンは当初バラーディンらブリヤート知識人が唱えたモンゴル語のラテン文字化ではなく、キリル文字化を決める。これによって革命前は0.7パーセントだった識字率が1960年代には文盲の絶滅を宣言するまでに上昇する。
第二次世界大戦末期（1945年）のソ連対日参戦では、モンゴル人民軍は内モンゴルの東部から西部まで進駐し、その占領下では東モンゴル自治政府や内モンゴル人民共和国など内外モンゴル統一運動も盛り上がるも、中華民国が独立承認の条件とした外モンゴル独立公民投票とモンゴル人民軍の撤退をチョイバルサンは受け入れる。チョイバルサンは1952年に死去するまで独裁政治を行った。後継者であるツェデンバルは、西部の少数民族の出身ながら粛清による極端な人材不足に乗じて一気にトップに上りつめ、ツェデンバルはロシア人の夫人とともに数十年間にわたってモンゴル人民共和国を支配した。だが1984年に健康上の理由（認知症との説が有力）により書記長を事実上解任され、テクノクラート出身の実務派であるバトムンフが書記長に選ばれた。バトムンフは「モンゴルのゴルバチョフ」と呼ばれ、ソ連のペレストロイカに呼応した体制内改革を行った。
近代のモンゴルと外国との戦争は1939年に当時の満蒙国境で日本軍・満州国軍とモンゴル人民軍・ソ連赤軍連合軍が軍事衝突したハルハ河戦争（ノモンハン事件）、ソ連対日参戦、1947年に新疆で当時の中華民国と武力衝突した北塔山事件のときのみで、それ以降はほとんど対外戦争は行っていない。国共内戦で中華民国を台湾に追いやって成立した中華人民共和国とは中ソ対立でモンゴルがソ連を支持したことによる政治的対立があった。中華民国は1946年1月に一旦、モンゴルの独立を認めたが、後ろ盾のソ連が国共内戦で中国共産党を支援したことを理由に承認を取り消した。そのため、台湾に逃れた中華民国は以降も長くモンゴルを自国領と主張することになった（中華民国の政治#対蒙関係参照）。1955年、モンゴルなど東側諸国5か国と、日本など西側諸国13か国の国際連合加盟が国連安保理で一括協議された。しかし、中華民国がモンゴルの加盟に、領有権を主張して拒否権を発動したため、ソ連は報復に日本の国連加盟に拒否権を発動した。モンゴルの国連加盟は、1961年まで持ち越しとなった（日本の国連加盟は1956年）。1966年にソ蒙友好協力相互援助条約が締結された。
1989年末、ソビエト連邦崩壊につながるソ連国内の動揺と東欧革命に触発されてモンゴルでも反官僚主義・民主化運動が起き、年明けの1990年春には、ドゥマーギーン・ソドノム閣僚会議議長（首相）の決断により、一党独裁を放棄した。1992年にはモンゴル人民共和国からモンゴル国へと改称、新憲法を制定し、社会主義を完全に放棄した。
この民主化プロセスにおいては、国際援助機関の関与により急速な市場経済化が進められ、経済成長を重視するあまり富の公平な配分を怠り、社会福祉を削減することで貧富の差を拡大させた。資本主義化後21年を経過した現在では、貧富の差の拡大は国家的問題となっている。また社会主義時代から続いた官僚の汚職体質は民主化以後むしろ悪化しているとされる。
ツェデンバル時代に批判されていたチンギス・ハンについては、政府と国民が総力を挙げて復権に力を入れている。紙幣にまで使用されているほどである。また、カラコルム遺跡を除いて社会主義時代に積極的でなかったモンゴル帝国時代の遺跡の発掘や保存にも力を入れている。

## 政治

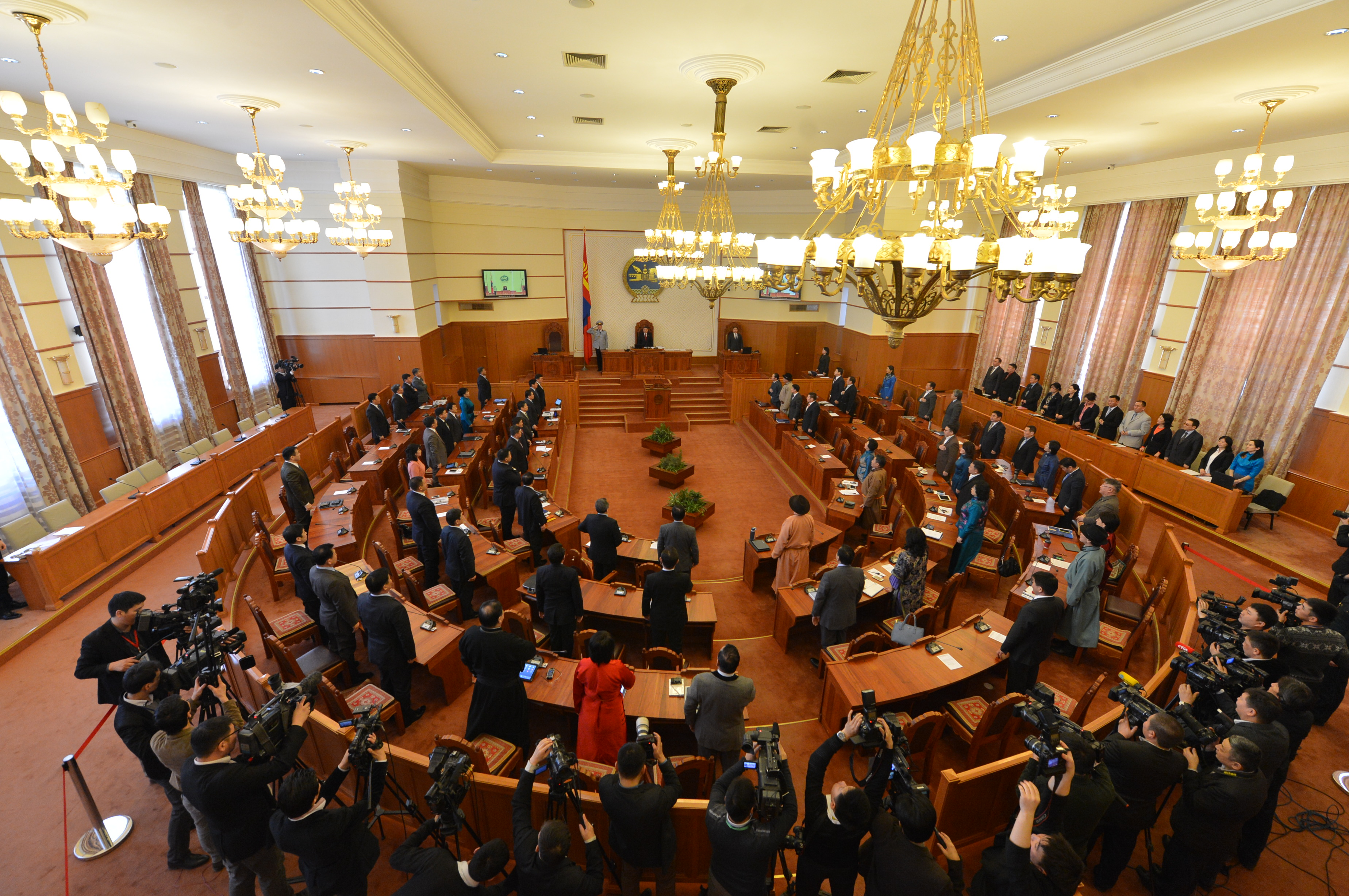
国民大会議

社会主義時代はモンゴル人民革命党の「指導的役割」が憲法で規定される一党独裁体制であり、議会制度もソビエト型の国家大会議を最高機関としていた。1990年の民主化後に自由選挙による複数政党制を導入し、1992年の新憲法公布後はともに直接選挙で選出される一院制の国家大会議と大統領が並立する二元主義的議院内閣制（半大統領制）を採用した。国家大会議はその後4年ごとに総選挙を行ってきたが、その度に政権が交代するという経緯をたどっている。一方、大統領は「国民の統合の象徴」とされ、国家大会議の可決した法案の拒否権や首相指名権などの実質的な政治権能を持つが、国家大会議に議席を持つ政党の被指名者しか立候補できず、また選挙のみによってただちに就任するのではなく、国家大会議が選挙で多数を確保した候補者を法律で認定する手続を経て就任する制約もあるため、大統領より長い歴史を持つ国家大会議との関係は良好とは言えない。なお、1993年6月6日、民主化後に初めて行われた直接投票による大統領選挙では、ポンサルマーギーン・オチルバトが当選し、モンゴル初代大統領に就任した。

### 国際関係
モンゴルの外交方針は隣国の中国・ロシアとのバランスを維持しながら、それに過度に依存することなく「第三の隣国」（日本・アメリカ）との関係を発展させることである。2015年に当時のツァヒアギーン・エルベグドルジ大統領によってモンゴルを永世中立国にするという方針が定められたが、2020年5月には事実上頓挫している。
モンゴルは上海協力機構の「オブザーバー国」でもある。

#### 対日関係
以前はノモンハン事件による反日感情も見られたが、相撲による交流が盛んになった今日では、国民感情としても日本とは友好的関係が維持されている。日本より多額のODAが供与されており、日本車の中古車も人気が高い。
日本との外交関係は、1972年（昭和47年）2月24日に樹立された。2004年（平成16年）11月に在モンゴル国日本国大使館が実施した世論調査では、「日本に親しみを感じる」と答えた回答が7割を超えたほか、「もっとも親しくすべき国」として第1位になるなど、現在のモンゴル国は極めて良好な親日感情を有する国となっている。
兵庫県の但東町（現・豊岡市但東町）との交流が長く、町内には日本でも数少ないモンゴルの博物館「日本・モンゴル民族博物館」があり、交流が盛んである。2010年（平成22年）4月1日より、日本国籍者はモンゴル入国に際し、滞在日数が30日以内の場合は査証が免除されている。
朝青龍、白鵬、日馬富士、鶴竜、照ノ富士の直近の横綱5名に加え、高齢での幕内初優勝を達成した旭天鵬など多くの大相撲力士を輩出し、歴代外国人力士の最多輩出国となっている。相撲以外のスポーツではプロボクサーのラクバ・シンが日本で畑山隆則を降しモンゴル初の世界チャンピオンに輝き、その後日本のジムを拠点としていた時期もあった。一方で、陸上長距離のセルオド・バトオチルが日本の実業団に所属し、防府読売マラソンや大阪マラソンで優勝も果たしている。また、同じ日本の国技でもある柔道もモンゴル国内では相撲に並ぶスポーツとなっている。
自衛隊との交流も進展しており、防衛大学校への留学生派遣や防衛省主催の各種セミナーへの参加を続けているほか、2004年には防衛大学校長の西原正がモンゴルを公式訪問している。
モンゴルでは1990年代以降、母国の産業発展に貢献しようと多くの若者が日本の高等専門学校に留学した。その中には、仙台電波工業高等専門学校を卒業し、文部科学省 (モンゴル)大臣になったロブサンニャム・ガントゥムルなどもいる。その様なことからモンゴルで日本の高等専門学校教育を導入する機運が高まり、2009年には日本の高等専門学校関係者などが「モンゴルに日本式高専を創る支援の会」を設立、2014年にウランバートルにモンゴル科学技術大学付属高専、私立の新モンゴル高専、モンゴル工業技術大学付属高専が開校した。モンゴルの高等専門学校卒業生は、日本企業に就職したり、日本の高等専門学校専攻科や日本の大学に留学する人もいる。

### 軍事

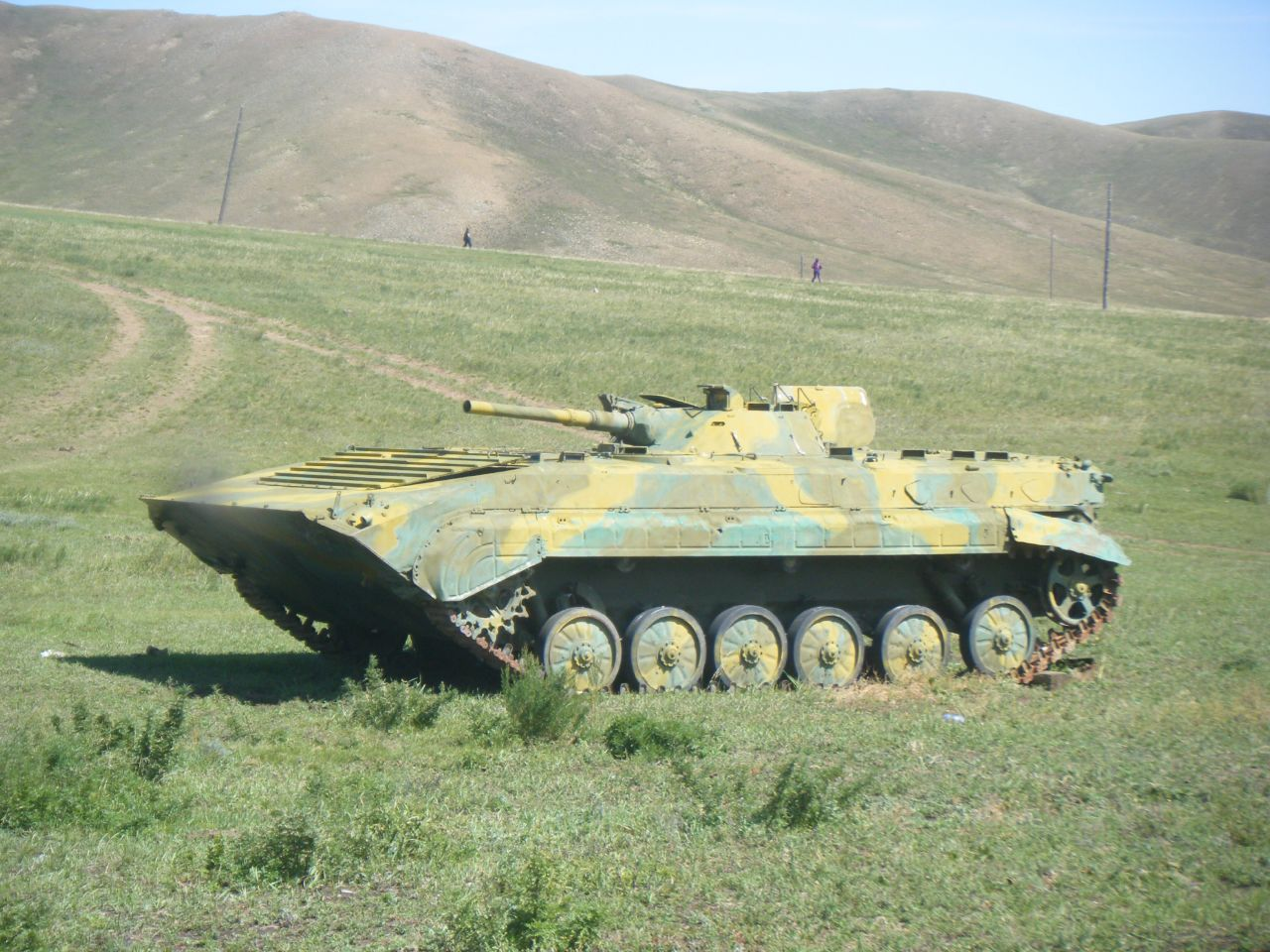
陸軍のBMP-1歩兵戦闘車

モンゴル国の正式国軍であるモンゴル国軍は、社会主義時代のモンゴル人民軍から社会主義政権崩壊後に国軍として引き継がれた軍隊である。モンゴル国では徴兵制度が敷かれており、満18歳以上の男子は、1年間の兵役義務を有しているが、兵役代替金と呼ばれる納付金（約800ドル）を納付するか、海外に留学するなどで26歳までやり過ごせば兵役義務は消滅する。子供が幼少の場合も、免除される。
総兵力は9,100人、予備兵力は14万人。軍事予算は181億8,680万トゥグルグ（2003年時点）。モンゴル国軍の装備は、主に人民軍時代ソ連から取得した兵器がほとんどであるが、戦闘機や攻撃ヘリコプターなどは全て退役している。現在保有するのはMi-8Tなど少数のみ。地対空ミサイルも保有していたが、現在可動状態にあるかは疑問である。機器の保守能力が低下しているため、戦闘機などに至っては部品の共食い整備の挙句に全機が退役した。
最近は、組織の生き残りのために海外協力と災害対策を2本柱に掲げ、アメリカ合衆国などによるイラク侵攻に際してはいち早く支持を表明したほか、ソ連製装甲兵員輸送車に乗った国軍部隊を派遣するなどしている。ほかにもモンゴル国軍は、アフガニスタン軍への指導（ソ連製の装備に習熟していたため）やコンゴ民主共和国での国連平和維持活動（PKO）にも参加している。
海軍は存在しない。かつて湖上の石油輸送目的にスフバートル号(モンゴル語: Сүхбаатар)を保有していた。しかし1997年に民営化された。

#### 準軍事組織
モンゴル国の国境警備隊であるモンゴル国境警備隊（国境保護総局）は国軍とは別組織となっている。
モンゴルが国境警備に力を入れるのは、家畜が越境したときの隣接国とのトラブルに対応するためである。

## 地理

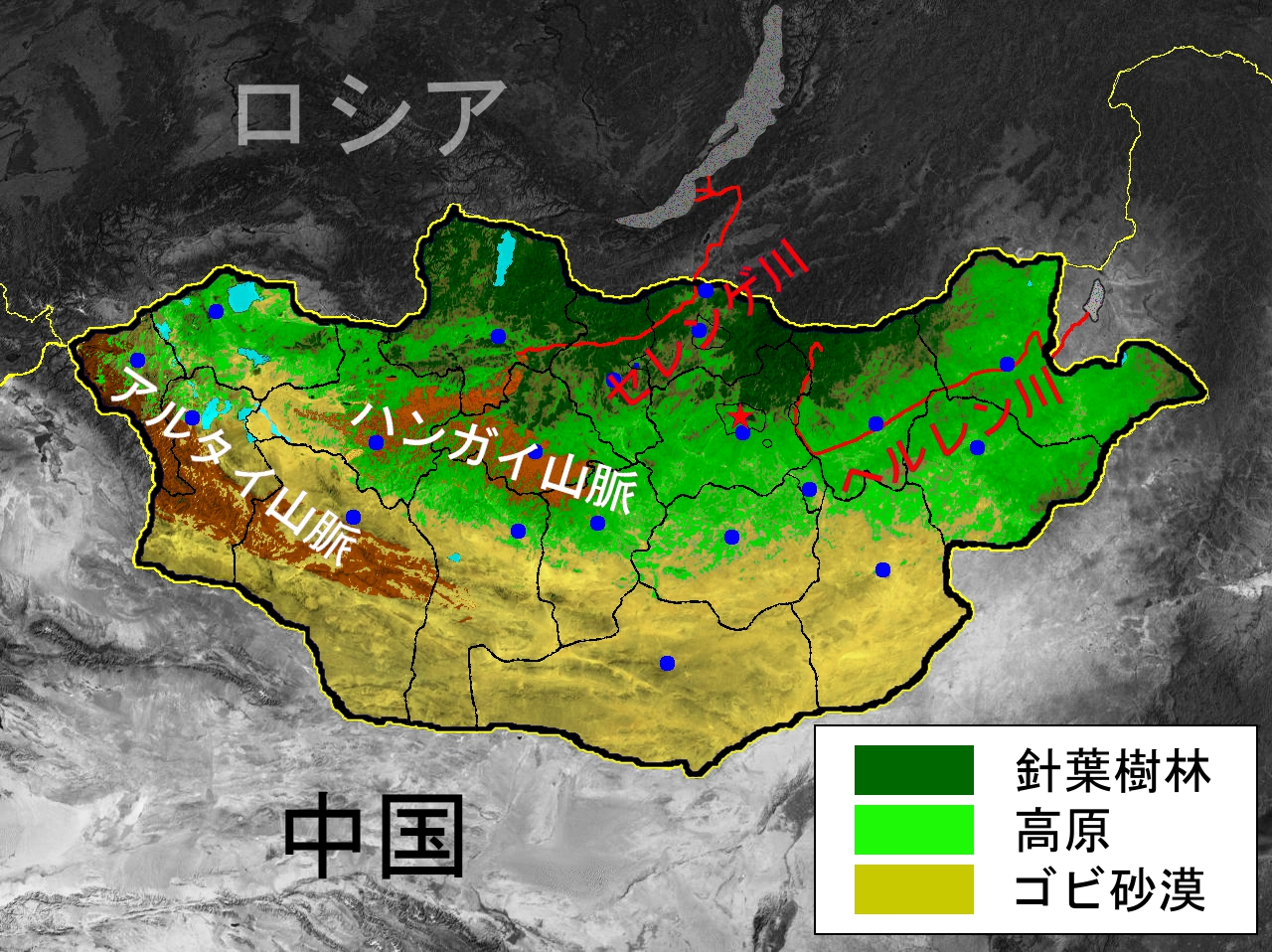
モンゴルの地形地図

東アジアの北西部に位置し、西には標高4,300メートルのアルタイ山脈と標高3,500メートルのハンガイ山脈がそびえ、東には1,000 - 1,500メートルの高原が広がり、北東には針葉樹林が広がる。あとの国土は高山砂漠とステップの植生が南の海抜平均1,000メートルのゴビ砂漠まで続いている。国土の5分の4を占める草原ステップは牧草地に使用されている。重要な河川はバイカル湖にそそぐセレンゲ川と、アムール川を経てオホーツク海（太平洋）にそそぐヘルレン川がある。
近年、国土の90%で砂漠化が進行、6万9,000平方キロメートルの牧草地帯が姿を消した。モンゴルで見られた植物種のうち75%が絶滅、森林伐採により川の水位は半減、北方の森林地帯を中心に3,800の河川と3,500の湖があったが、2000年以降、約850の河川と約1,000の湖が地図上から完全に姿を消している。

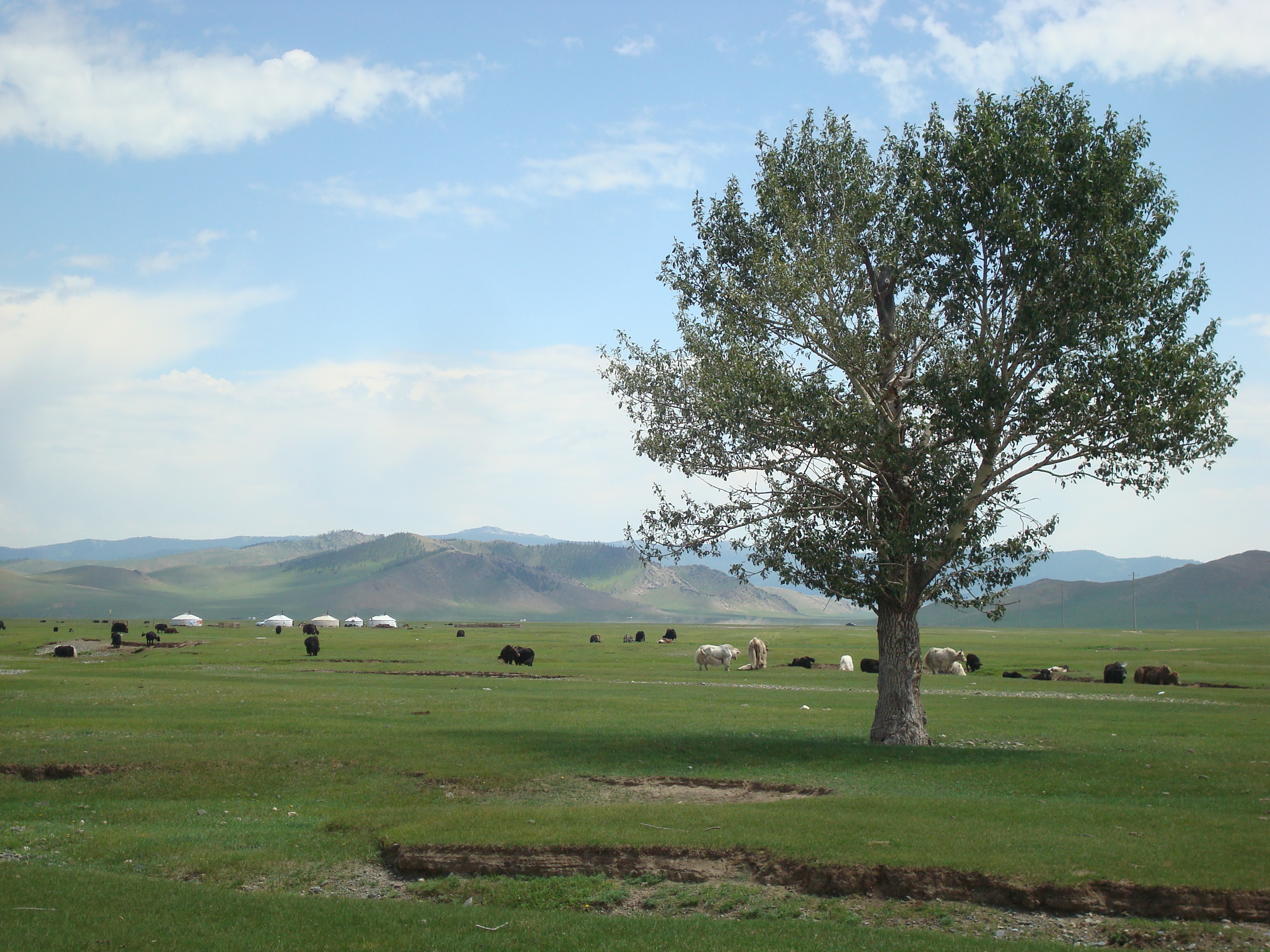
アルハンガイ県
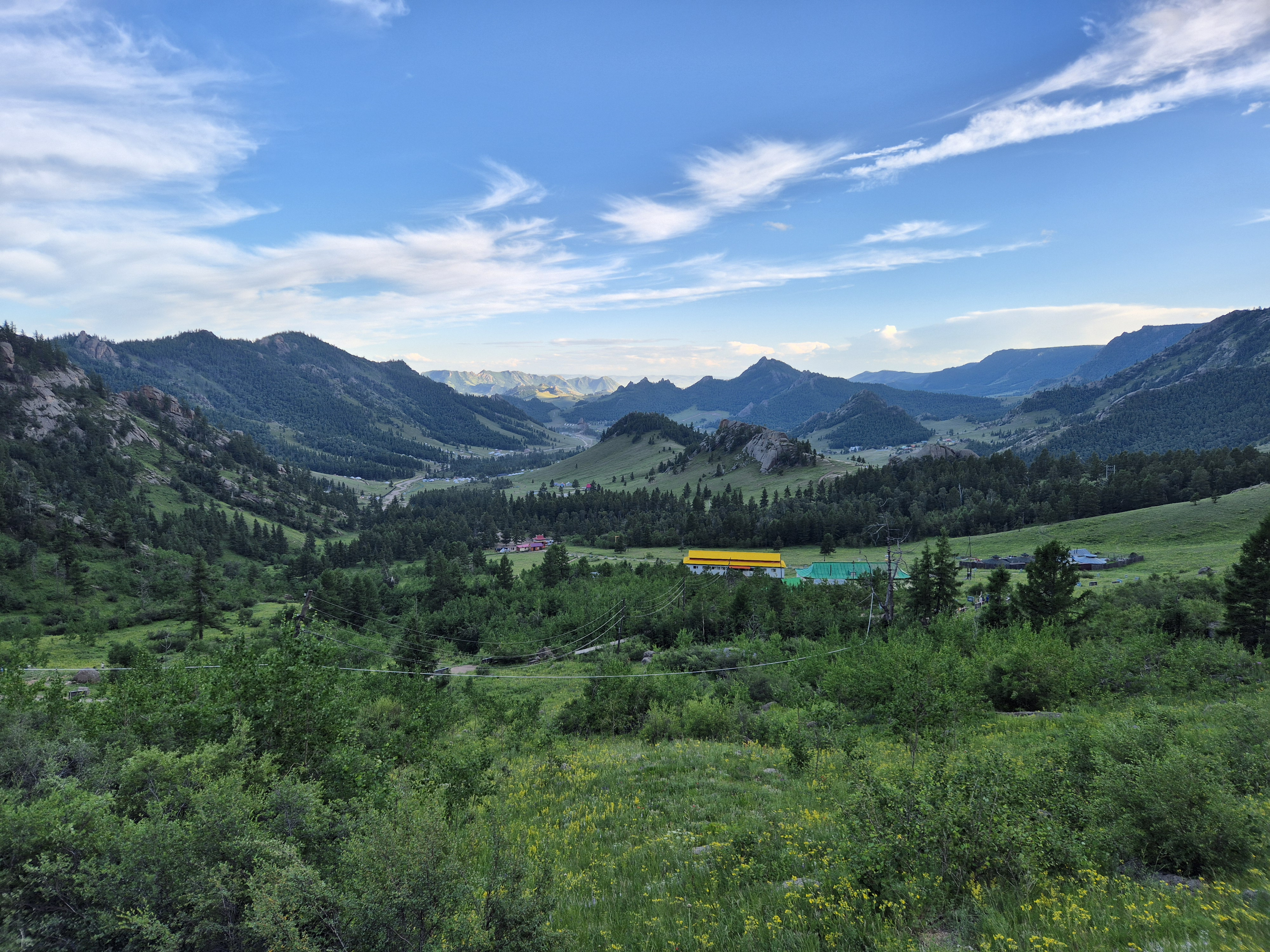
ヘンティー山脈
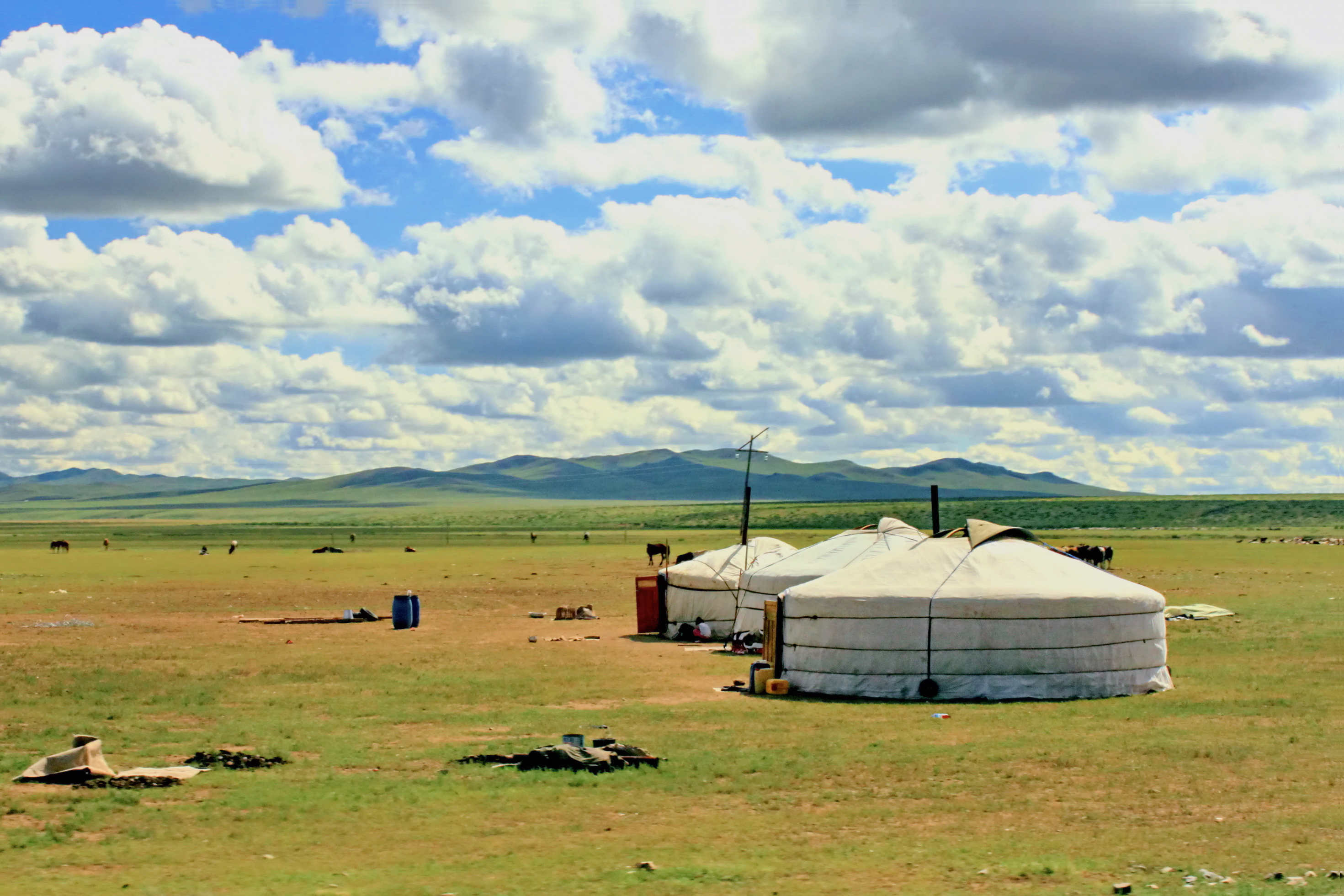
モンゴルの草原
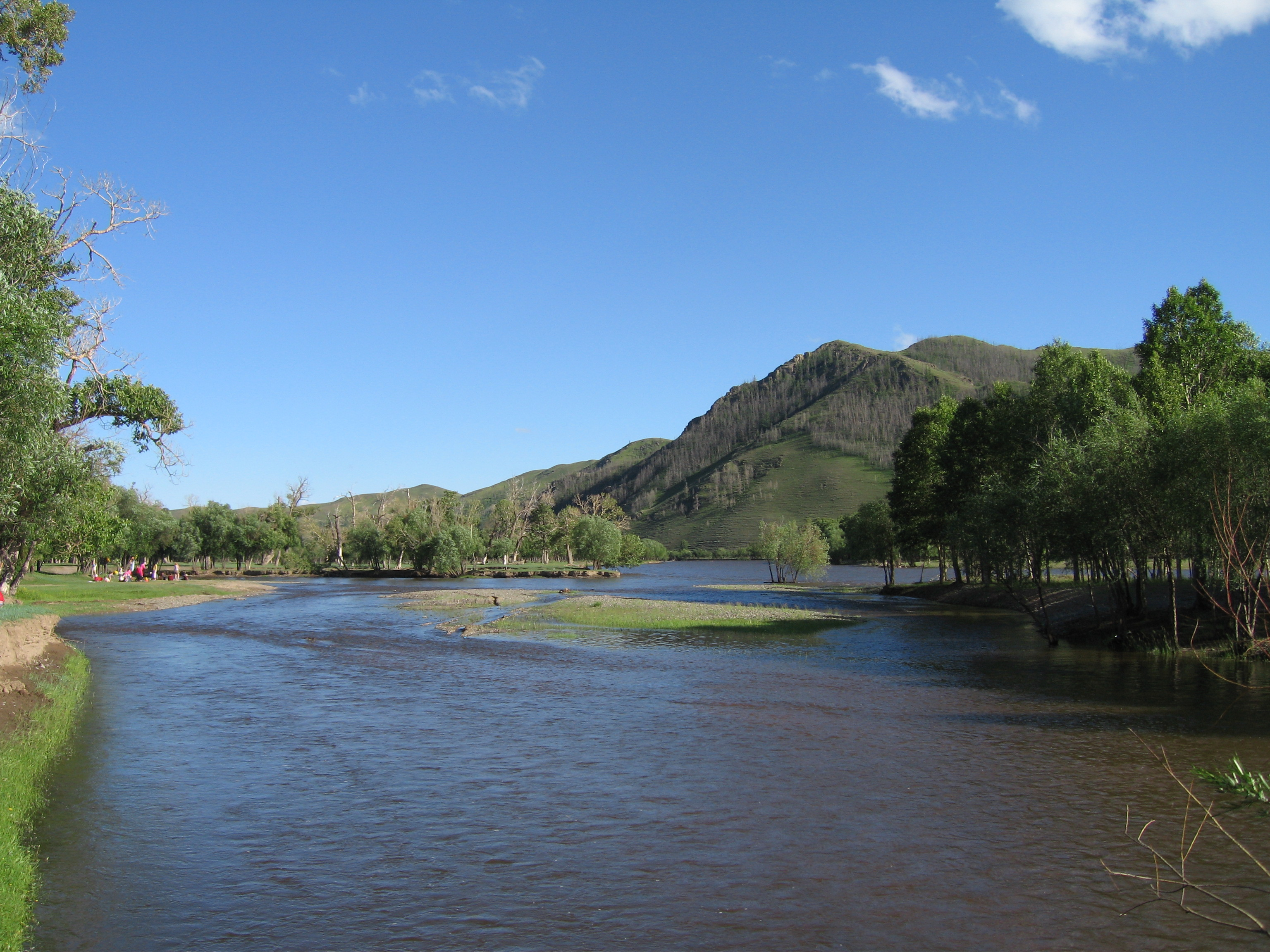
トール川
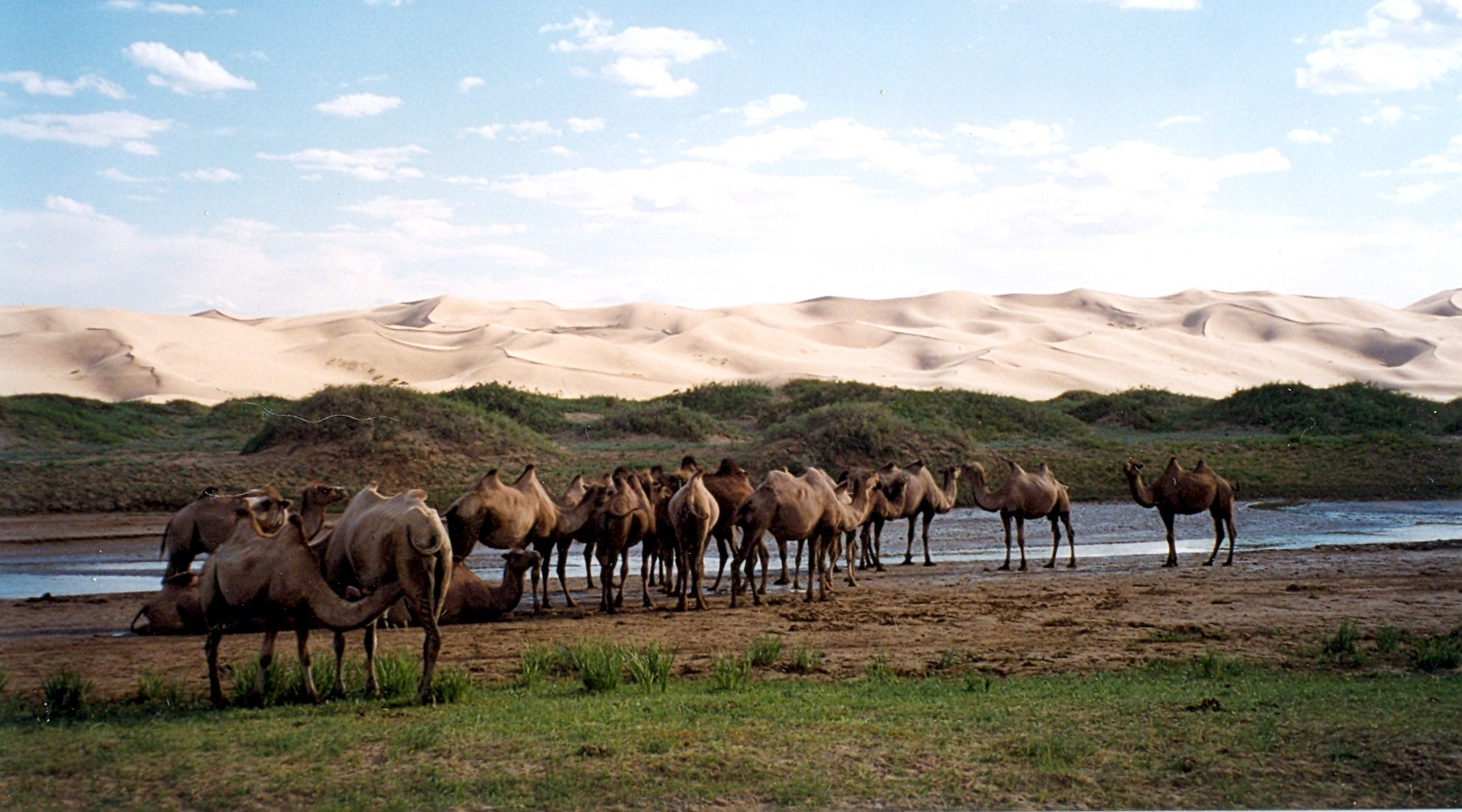
フタコブラクダ、ゴビ砂漠

### 気候
国土の大部分はケッペンの気候区分の亜寒帯冬季少雨気候（Dw）、ステップ気候（BS）、砂漠気候（BW）に属する。
東アジアにおけるケッペンの気候区分

## 地方行政区画
日本の県にあたるアイマク（аймаг, aimag）が21設置されており、県には郡にあたるソム（сум, sum）が347、さらにその下に村にあたる1681のバグ（баг, bag）が属する。各ソムの人口は3,000人ほどで、バグは50 - 100家族ほどで構成されている（2001年のアジア開発銀行資料より）。世界的に見ても都市への人口集中が高い国である。

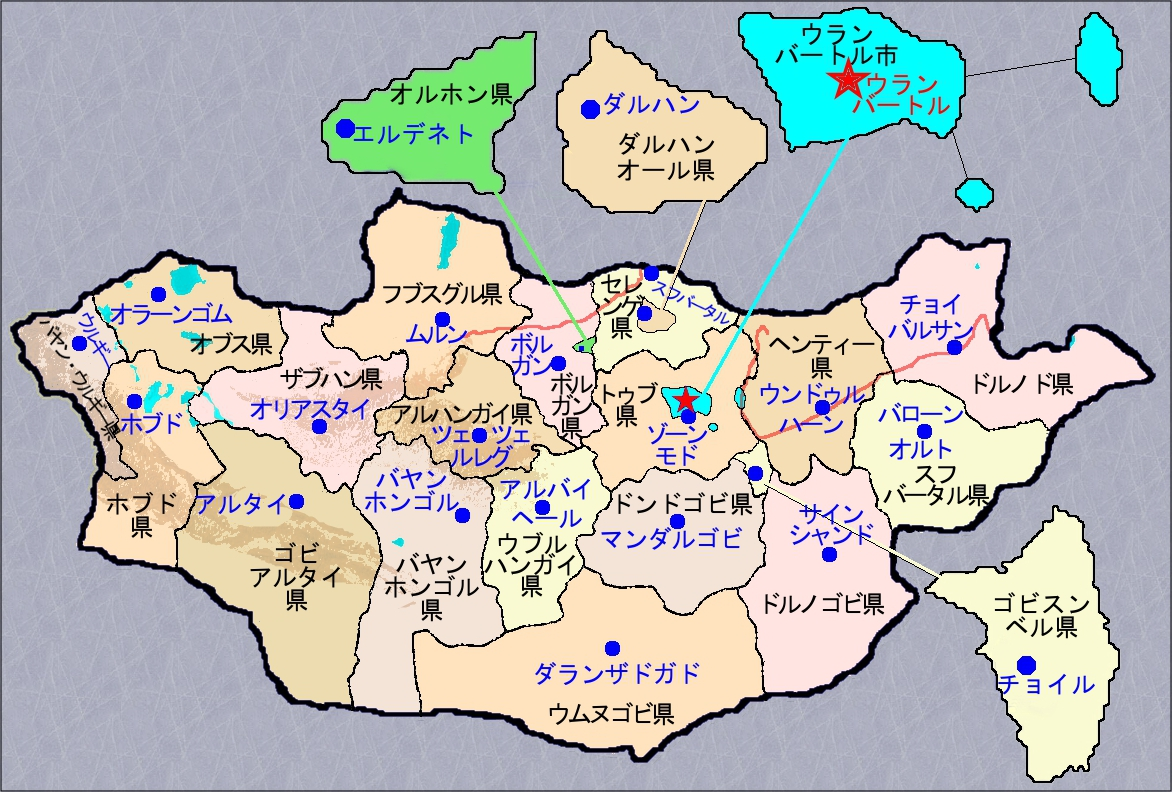
モンゴルの地方行政区分地図

1. ウランバートル市 （Улаанбаатар хот, Ulaanbaatar hot）
2. オルホン県（Орхон, Orhon）
3. ダルハン・オール県（Дархан-Уул, Darhan-Uul）
4. ヘンティー県（Хэнтий, Hentiy）
5. フブスグル県（Хөвсгөл, Hövsgöl）
6. ホブド県（Ховд, Hovd）
7. オブス県（Увс, Uvs）
8. トゥブ県（Төв, Töv）
9. セレンゲ県（Сэлэнгэ, Selenge）
10. スフバータル県（Сүхбаатар, Sühbaatar）
11. ウムヌゴビ県（Өмнөговь, Ömnögovĭ）
12. ウブルハンガイ県（Өвөрхангай, Övörhangay）
13. ザブハン県（Завхан, Zavhan）
14. ドンドゴビ県（Дундговь, Dundgovĭ）
15. ドルノド県（Дорнод, Dornod）
16. ドルノゴビ県（Дорноговь, Dornogovĭ）
17. ゴビスンベル県（Говьсүмбэр, Govĭsümber）
18. ゴビ・アルタイ県（Говь-Алтай, Govĭ-Altay）
19. ボルガン県（Булган, Bulgan）
20. バヤンホンゴル県（Баянхонгор, Bayanhongor）
21. バヤン・ウルギー県（Баян-Өлгий, Bayan-Ölgiy）
22. アルハンガイ県（Архангай, Arhangay）

## 経済

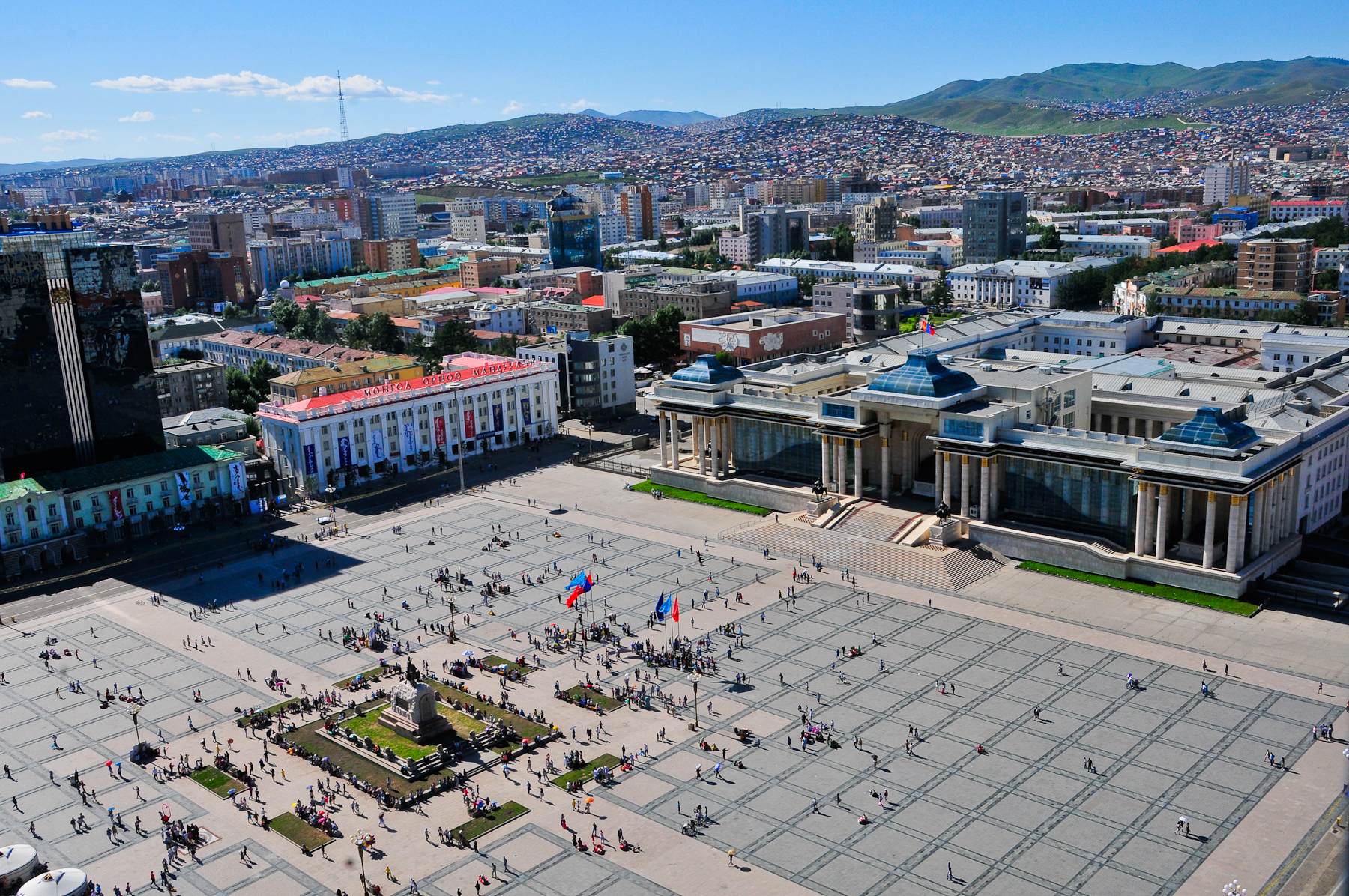
首都ウランバートル

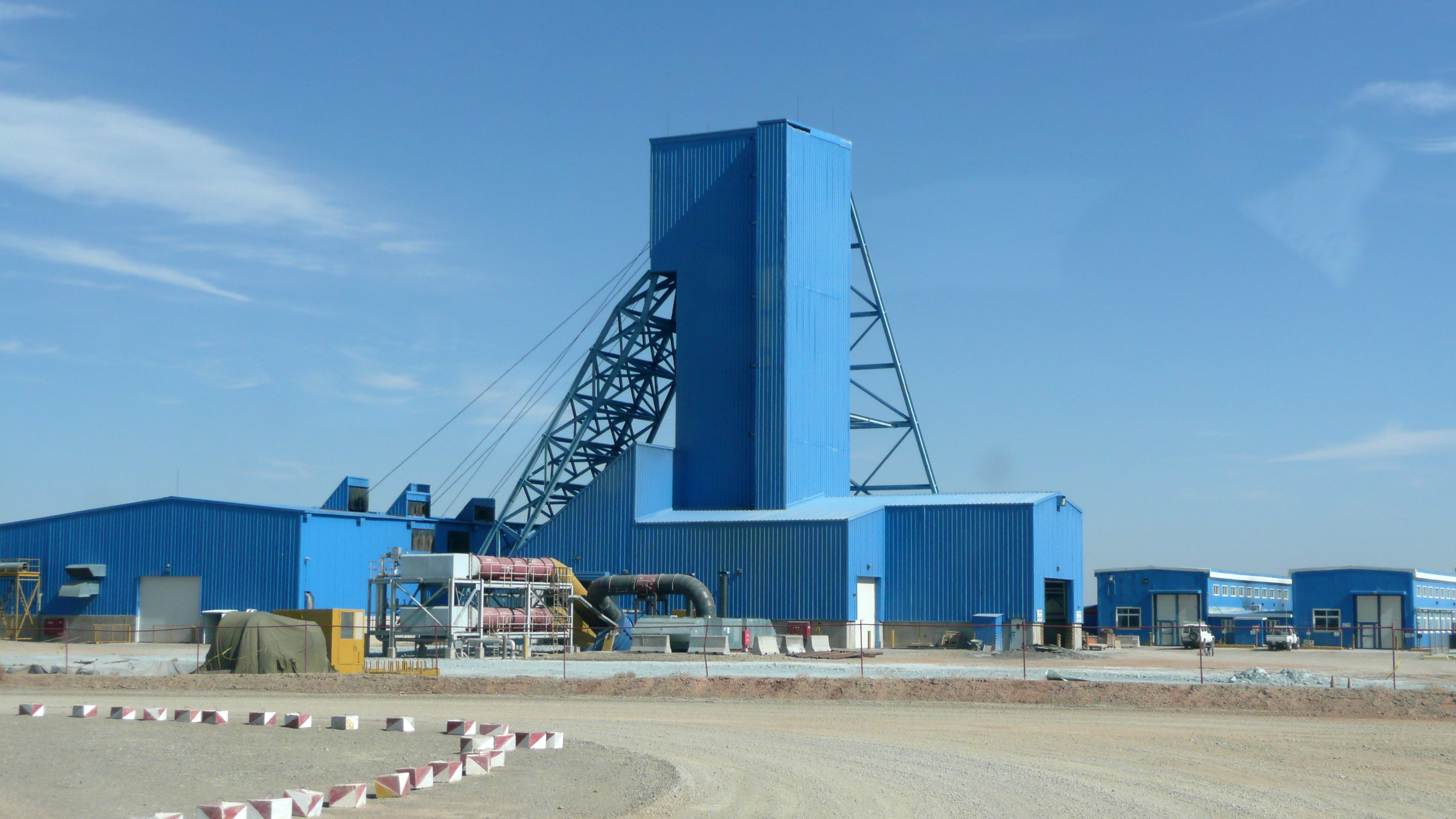
オユトルゴイ鉱山

IMFの統計によると、2018年のモンゴルのGDPは約130億ドル。一人あたりのGDPは4,041ドルで、世界平均のおよそ40パーセントの水準である。
2011年の調査では、1日2ドル未満で暮らす貧困層は115万人と推計されており、国民の40パーセント以上を占めている。首都ウランバートルでは、地下で暮らすストリートチルドレン（マンホールチルドレン）もいる。
2014年で主な輸出相手国は中華人民共和国で輸出の95.3パーセントを占め、主な輸入相手国は中国が41.5パーセント、ロシアが27.4パーセント、韓国が6.5パーセント、日本が6.1パーセントとなっている。

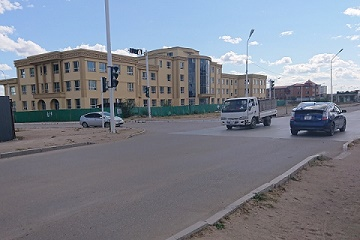
ドルノド県チョイバルサン市

### 産業
鉱業と畜産業が主要産業である。
内陸国ではあるが、便宜置籍船の手数料を取るビジネスも盛んであり、約400隻を超える船舶が認められている。

#### 鉱業
地下資源が豊富であり、世界銀行によると、2004年以降、280億ドル相当の鉱物を算出した。中国やオーストラリア、カナダの企業も進出し、金や銀、銅、石炭などを採掘している。レアアースやウランを含めた鉱床の価値は2兆7500億ドルと推定されている。だが鉱業による収入は年金生活者の債務返済など放漫財政や汚職、政争を生みだしており、「資源の呪い」に陥りつつあるとの指摘もある。
このほかモリブデンは世界屈指の埋蔵量を持っている。エルデネト鉱業は社会主義時代からモンゴル国内最大の企業である。そして近年では、豊富な天然資源、とりわけオユトルゴイ鉱山を目的に外資系が活発になってきている。しかしながら、政治的安定性がいまだに構築されておらず、政権が変わる度に政策方針が二転三転することで、外国の投資家に警戒感を持たせている。
鉱物資源に恵まれるが多くはそのまま輸出され、国内で付加価値を生む産業振興や技術者の育成が長年の課題である。

#### 畜産業
ヒツジ1,168.6万頭、ヤギ1,223.8万頭、ウシ184.2万頭、ウマ200.5万頭、ラクダ25.7万頭を飼育し（2004年統計）、牧草地の広さは国土の約80パーセントである。畜産は、そのほとんどが遊牧で行われている。農業は、社会主義時代は土を掘ることを忌避する風習が改められ、食糧自給できたものの、市場経済化で穀物生産は落ち込み、現在は中国やロシアからの輸入が多い。

### その他の産業

#### 農業
モンゴルで生産される作物には、トウモロコシ、小麦、大麦、ジャガイモなどがある。しかしモンゴル国は厳しい気候のため、ほとんどの青果物栽培には適しておらず、遊牧民の畜産業に重点を置かれた侭となっている。

#### エネルギー
モンゴルの主な電源は火力発電であり、現在稼働している7つの発電所で電力に変換されている。

## 国民

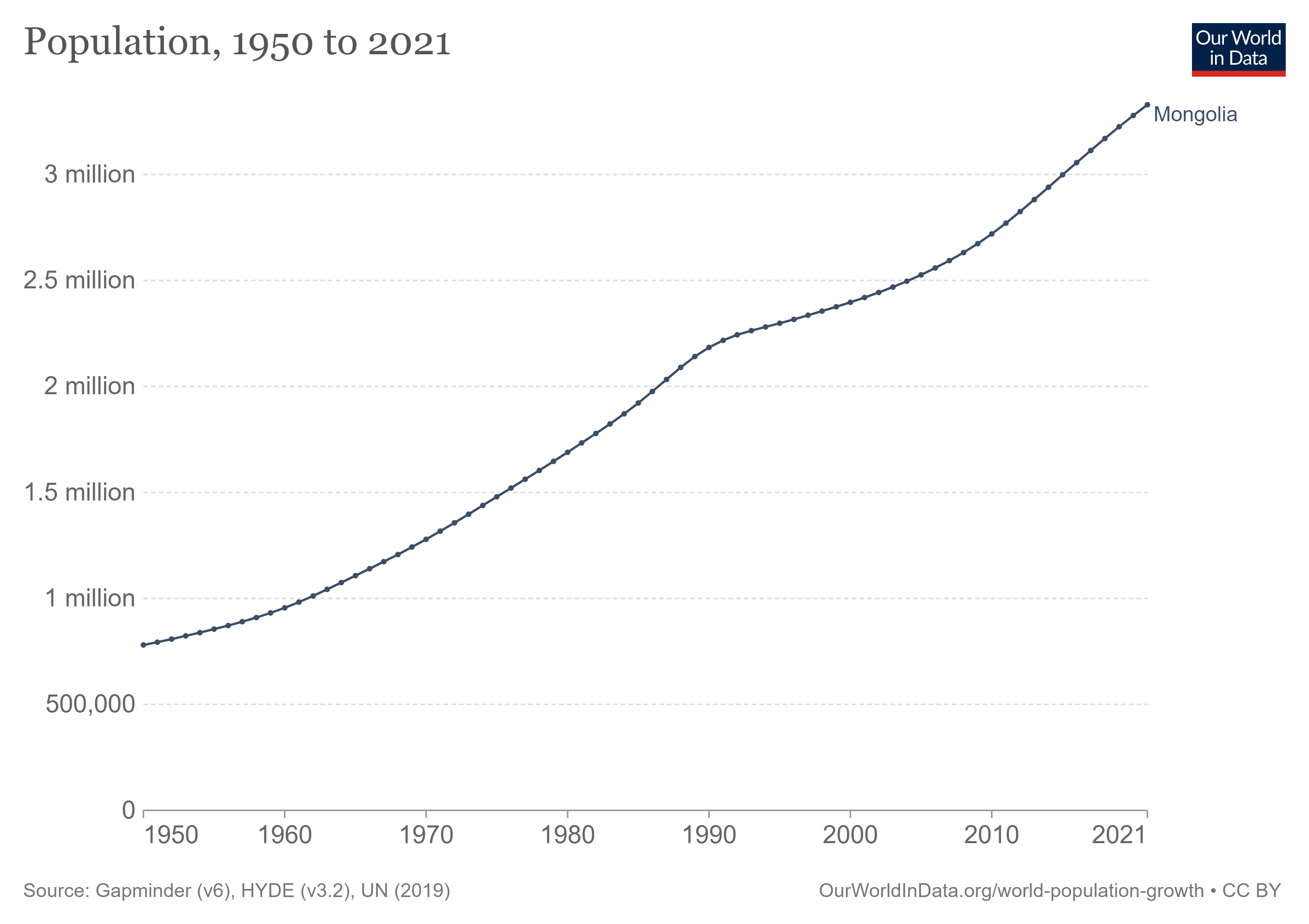
モンゴルの人口推移（1961年-2003年）

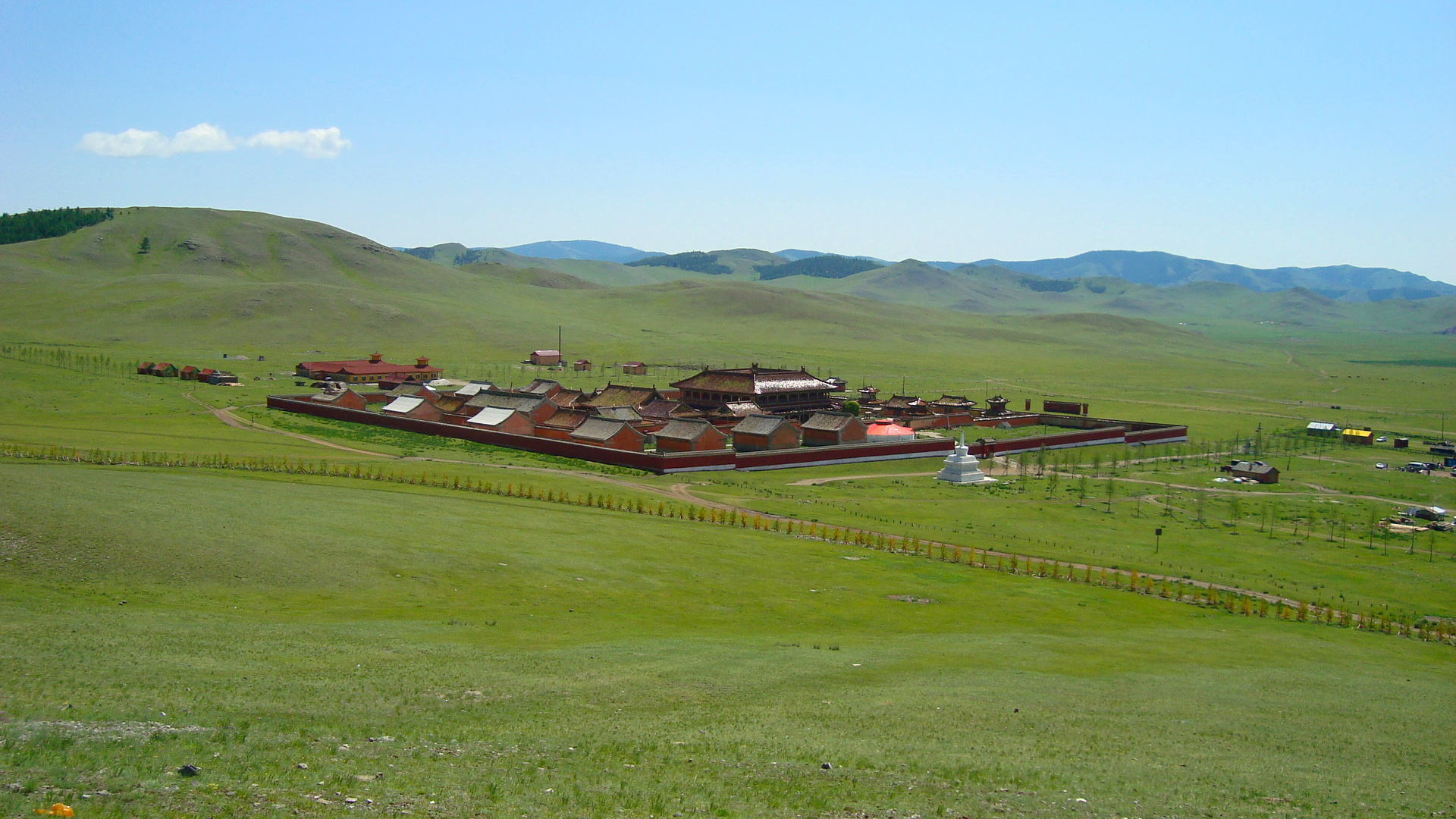
アマルバヤスガラント寺

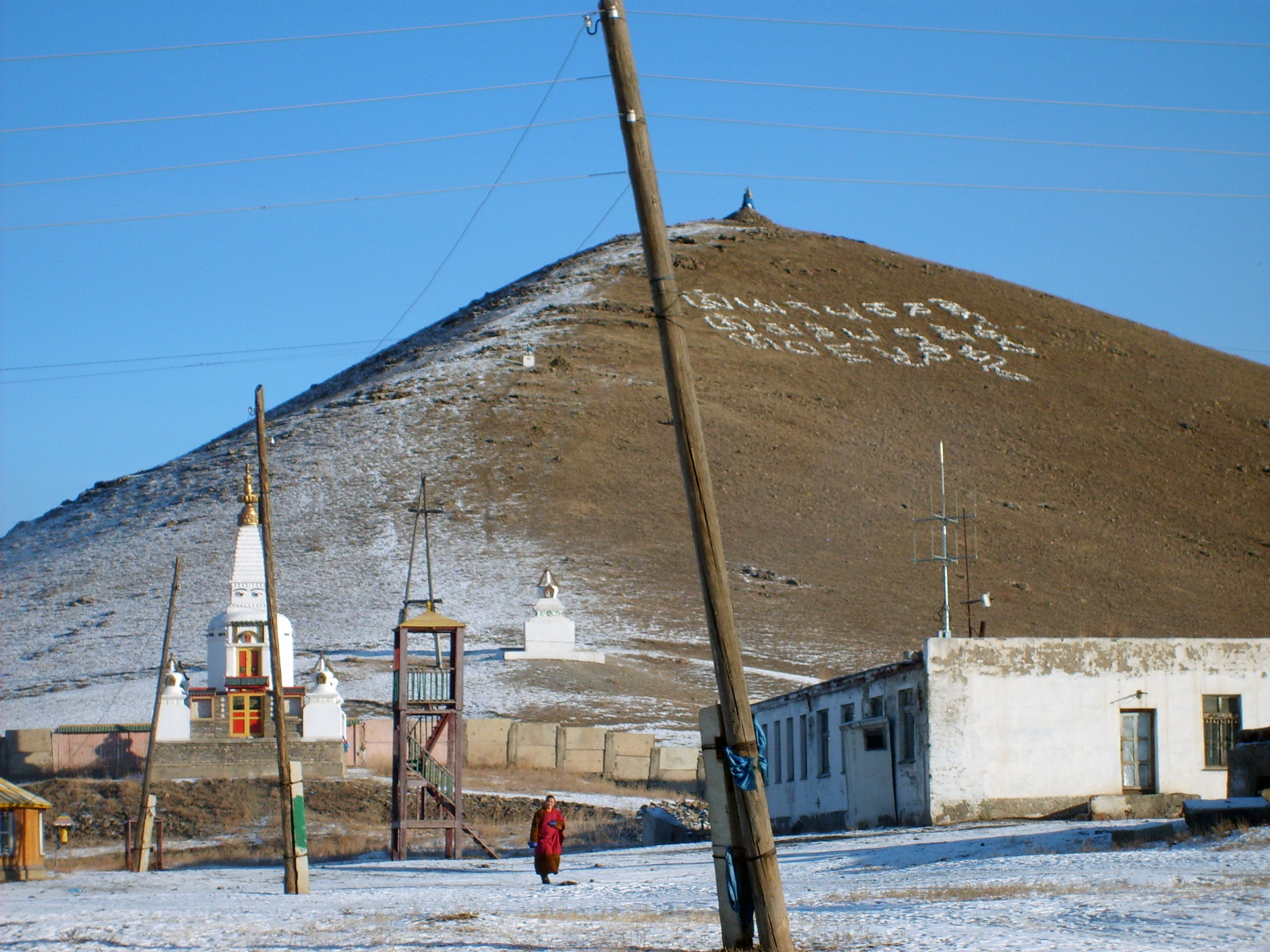
ウランバートルの仏塔。マントラとオボー

### 民族
- モンゴル系
国民の大半を占める多数民族。中でもハルハ族が最大で、他のモンゴル系諸民族は少数民族である。主な宗教はチベット仏教で、歴史的にチベットとの関わりが深い。またシャーマニズム信仰も根深い。どちらも社会主義時代は抑圧されていたが、民主化以降復活を遂げている。
  - モンゴル民族
    - ハルハ族
現体制になってからハルハ族固有の姓で登録した国民が多く、正確な人口は不明。

  - ブリヤート民族
  - オイラト族
起源はテュルク系と見られている。モンゴル国からモンゴル民族の一員とみなされているため正確な人口は不明であるが、約15万人と見られる。西部に居住。
- テュルク系
  - カザフ民族
約4パーセント（約10万人）で少数民族になるが、西部のバヤン・ウルギー県では人口の大半を占める[25]。おおむねイスラム教徒。
  - ツァータン（トゥバ民族）
300人前後が北部のフブスグル県に居住しているトナカイ遊牧と狩猟、採集、漁撈を行う民族。円錐形の移動式家屋「オルツ」に住む。「ツァータン」はモンゴル民族が使う他称であり、自らは「トゥバ人」「タイガ（針葉樹林帯）の人」などと名乗っている。この周辺の針葉樹林帯を行き来していた人々は、自らの居住地域が20世紀初頭モンゴル国とトゥヴァ人民共和国に分離された。伝統的にシャーマニズム信仰があり、モンゴル系の影響でチベット仏教徒も多い。
- ツングース系
  - エヴェンキ民族
約1,000人。北部セレンゲ県に居住する。伝統的にシャーマニズム信仰があるが、ロシア正教の影響もある。

### 言語
- モンゴル諸語
  - モンゴル語
    - ハルハ語（別名：ハルハ方言）
国民の95パーセントが話す。モンゴル国憲法は、モンゴル語を唯一の公用語と定めている。公文書はモンゴル語で作成される。
モンゴル国内でのモンゴル語表記にはキリル文字を使用しているが、モンゴル国会は2020年3月18日、2025年までにモンゴル文字表記の併用を推進し、最終的にモンゴル文字への移行を目指す方針を決めた[26]。

  - ブリヤート語
北部で使用される。
- テュルク諸語
  - カザフ語
バヤン・ウルギー県の社会共通語で、学校教育はモンゴル語とカザフ語で行われる。同県においては少数民族となるモンゴル民族の多くもカザフ語を話し、議会を含むあらゆる場面での共通語となっている。
  - トゥバ語
トゥバ民族の言語で話者はフブスグル県にごく少数。現在国内のトゥバ民族は主にモンゴル語を用い、トゥバ語話者は減少している。

### 宗教
2020年の国勢調査によると、モンゴル人の51.7％が仏教徒、40.6％が無所属、3.2％がイスラム教徒（主にカザフ民族）、2.5％がシャーマニズム、1.3％がキリスト教徒、0.7％がその他の宗教の信徒で占められている。

## 治安
モンゴル国の治安状況は日本と比べた場合、決して良いとは言えない。モンゴル国警察当局によると、2019年中の犯罪認知件数は31,526件で、前年比で13％減少しているものの、殺人や強盗、強姦などの重要犯罪や窃盗の認知件数は依然として高い水準にある。犯罪の発生は都市部に集中しており、全犯罪の約70％が同国の全人口（約330万人）の約半分が居住する首都ウランバートルで発生しているという危険な状態となっている。

### 人権
モンゴル国は1990年に民主主義へ転向して以来、原則として人権と市民権の概念を認可している。

## 文化
モンゴルでは馬が文化の主体となっている。馬はモンゴル人の日常生活や国民生活に大きな役割を果たしており、その関連性の深さは「馬のいないモンゴル人は翼のない鳥のようなものだ」と伝統的に語り継がれているほどである
。
その他には以下のものが知られている。
- デール
- モンゴル刀（英語版）
- モンゴルの鎧（英語版）
- ナーダム
- 遊牧
- オルティンドー
- シャタル

### 食文化

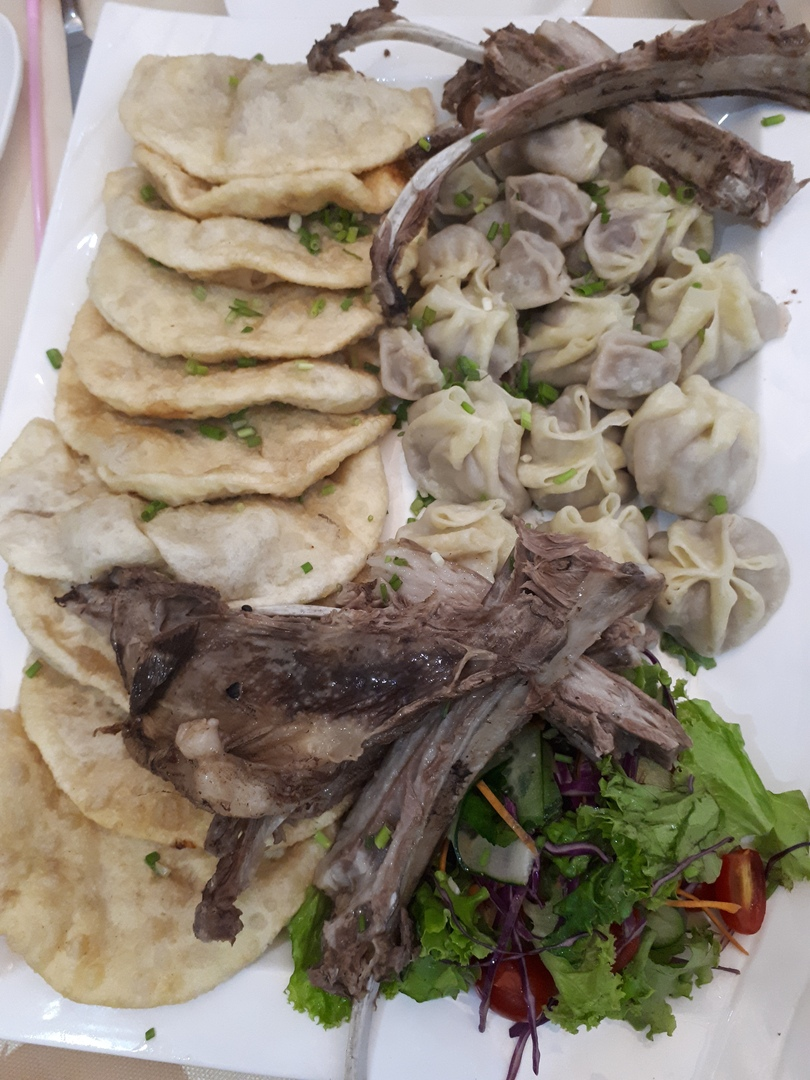
モンゴルにおける代表的な料理の盛り合わせ

### 文学
- モンゴル書道
- 『スーホの白い馬』

### 音楽

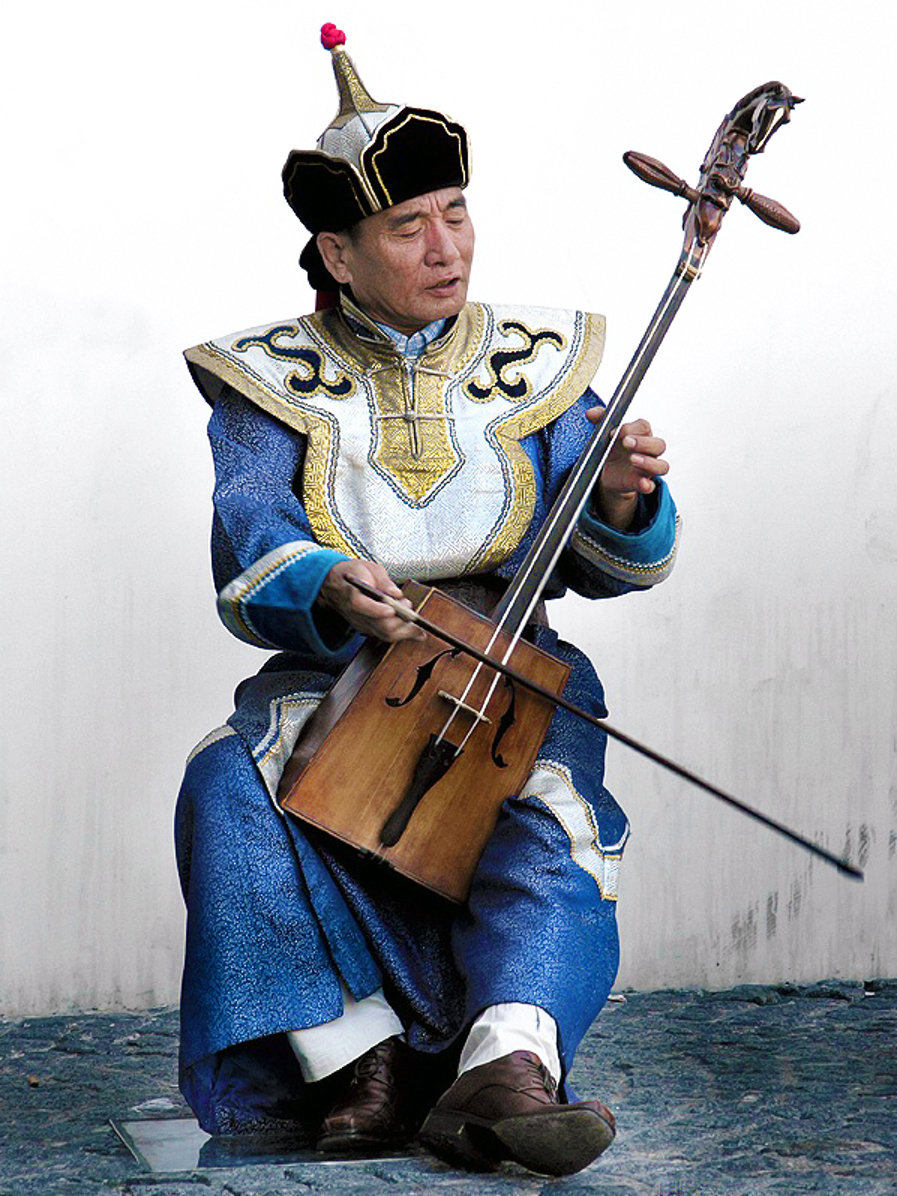
モリンホール

- モリンホール（馬頭琴）日本では民話スーホの白い馬に登場する楽器として有名。
- トブショル、ヤトグ
- オルテンードー（長調）
- ホーミー（喉歌）
- アンダイダンス、茶碗ダンス

### 建築

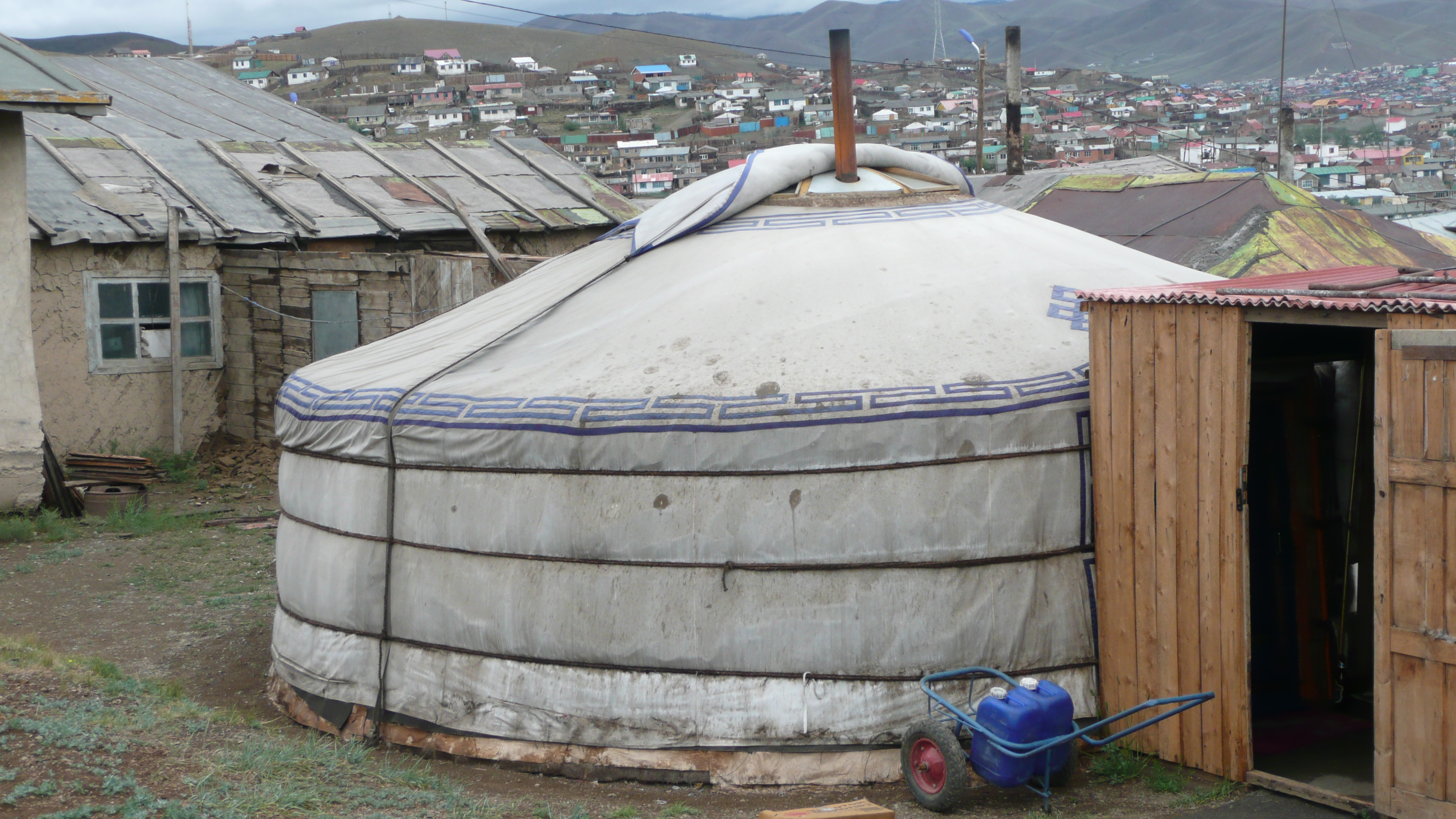
伝統的な住居ゲル

ゲルはモンゴルの建築文化を語る上で無くてはならないものとなっている。

### 被服・ファッション
モンゴルの伝統衣装にはチャイナドレスのルーツとなったデールが知られている。
その他にはジスン、テルリグ、ビジア、グタルなどが知られる。
また、首都のウランバートルでは同国唯一のファッションイベントである「ゴヨル・ファッション・フェスティバル」が毎年開催されている。

### 世界遺産
モンゴル国国内には、国際連合教育科学文化機関（UNESCO）の世界遺産リストに登録された文化遺産が3件、自然遺産が2件存在する。世界遺産の暫定リストには12件が存在する。

### 祝祭日
| 日付                    | 日本語表記       | 現地語表記                                            | 備考                                 |
| ----------------------- | ---------------- | ----------------------------------------------------- | ------------------------------------ |
| 12月31日                | 忘年             | Шинэ жил                                              |                                      |
| 1月下旬から2月の内3日間 | ツァガーン・サル | Цагаан сар                                            | 旧暦元日                             |
| 3月8日                  | 女性の日         | Эмэгтэйчүүдийн баяр                                   | 国際女性デー                         |
| 6月1日                  | 子供の日         | Хүүхдийн баяр                                         | 国際児童デー                         |
| 7月11日～15日           | ナーダム祭り     | Наадам                                                |                                      |
| 10月下旬から11月中旬    | モンゴル誇りの日 | Монгол бахархлын өдөр                                 | 旧暦立冬。チンギスハーンの生誕記念日 |
| 12月29日                | 独立記念日       | Үндэсний эрх чөлөө, тусгаар тогтнолоо сэргээсний баяр | 1911年の清朝からの独立記念日         |

### スポーツ
- ブフ（モンゴル相撲）
- サッカー（モンゴル・ナショナルプレミアリーグ）
- 柔道（グランプリ・ウランバートル）
- バスケットボール
- レスリング
- ボクシング

サッカー
モンゴル国内ではサッカーも人気スポーツの一つであり、1974年にサッカーリーグのモンゴル・ナショナルプレミアリーグが創設された。モンゴル国サッカー連盟（MFF）によって構成されるサッカーモンゴル国代表は、FIFAワールドカップおよびAFCアジアカップへの出場経験はない。また、東アジアサッカー選手権にも未出場となっている。
競技場
- 相撲宮殿（ウランバートル）
- ナショナル・スポーツ・スタジアム（ウランバートル）
- MFFフットボールセンター（ウランバートル）

関連画像

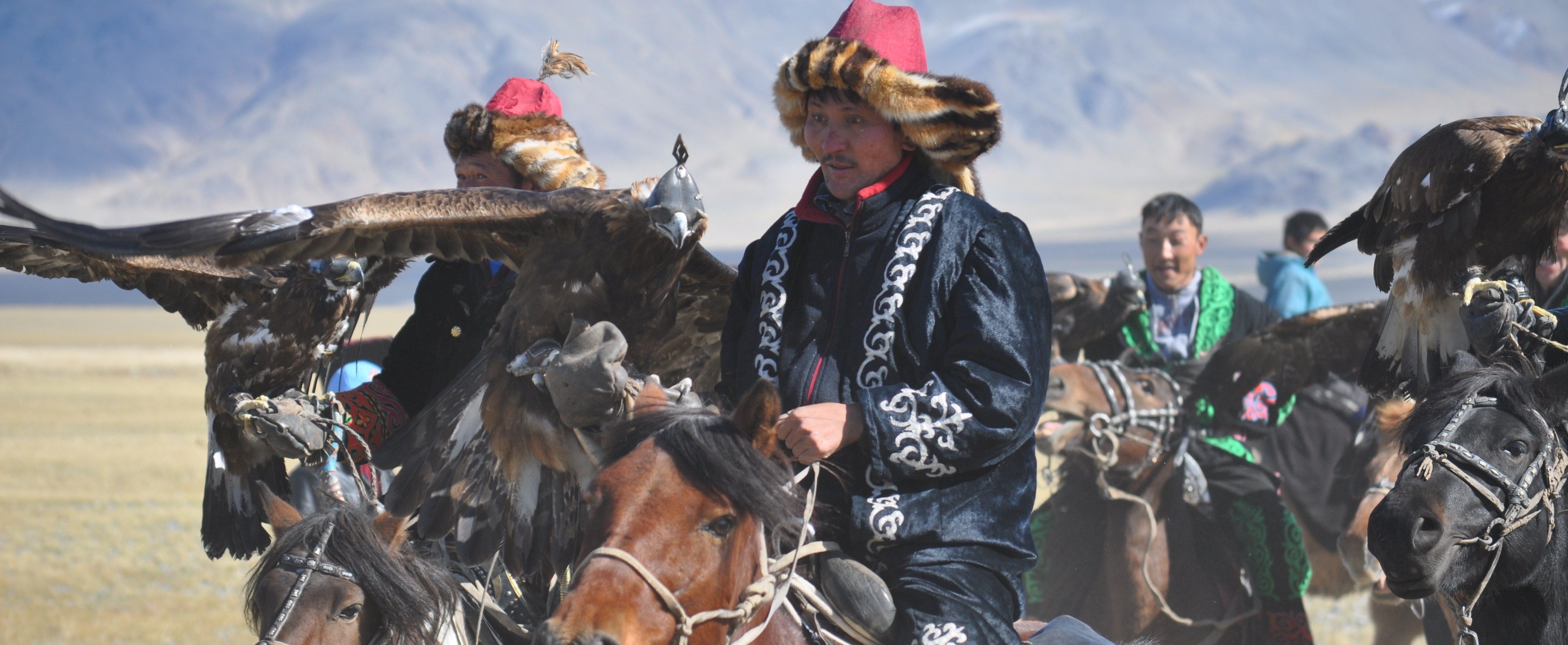
カザフ民族の猟師と鷲
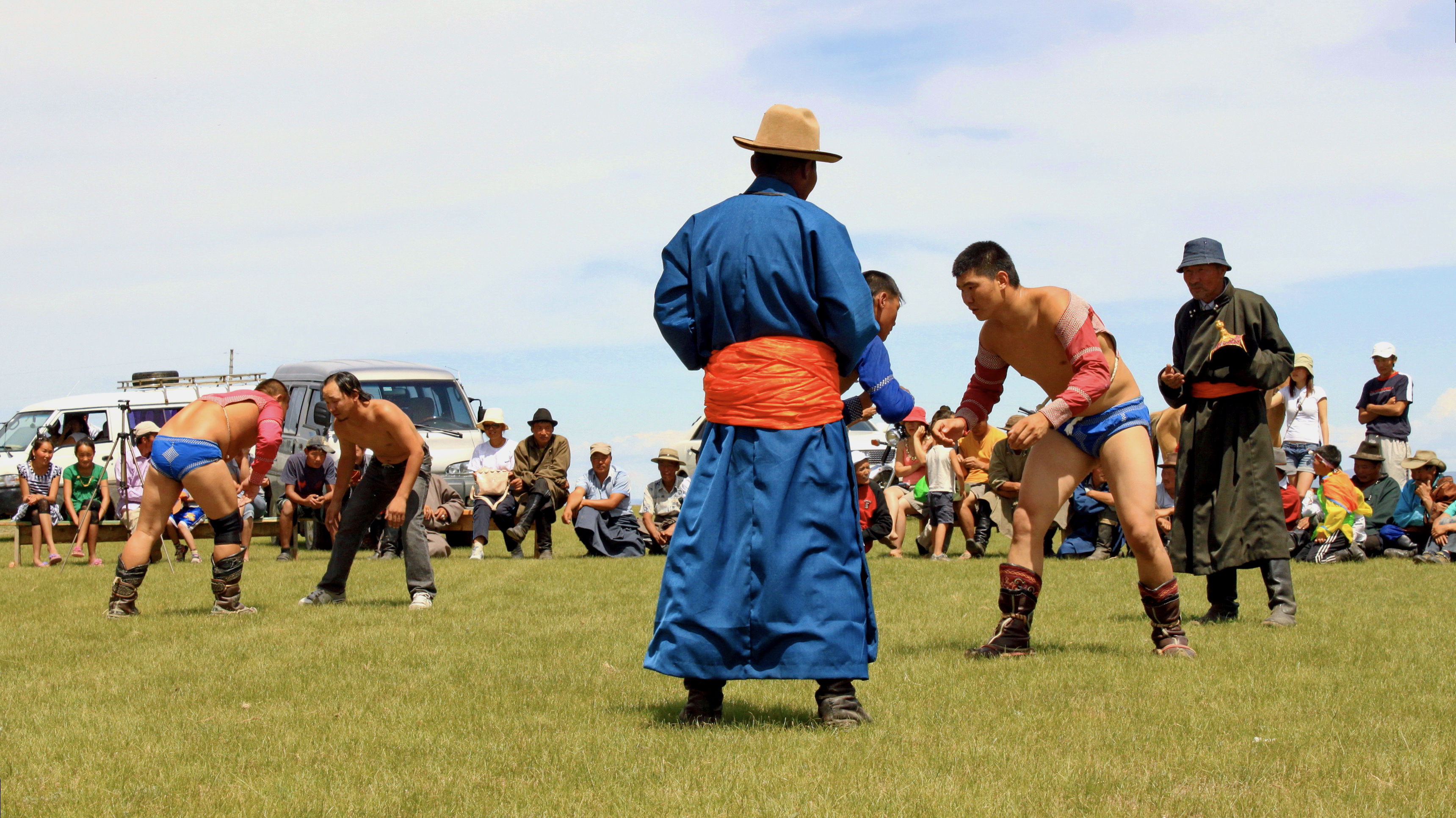
ブフ（モンゴル相撲）の試合
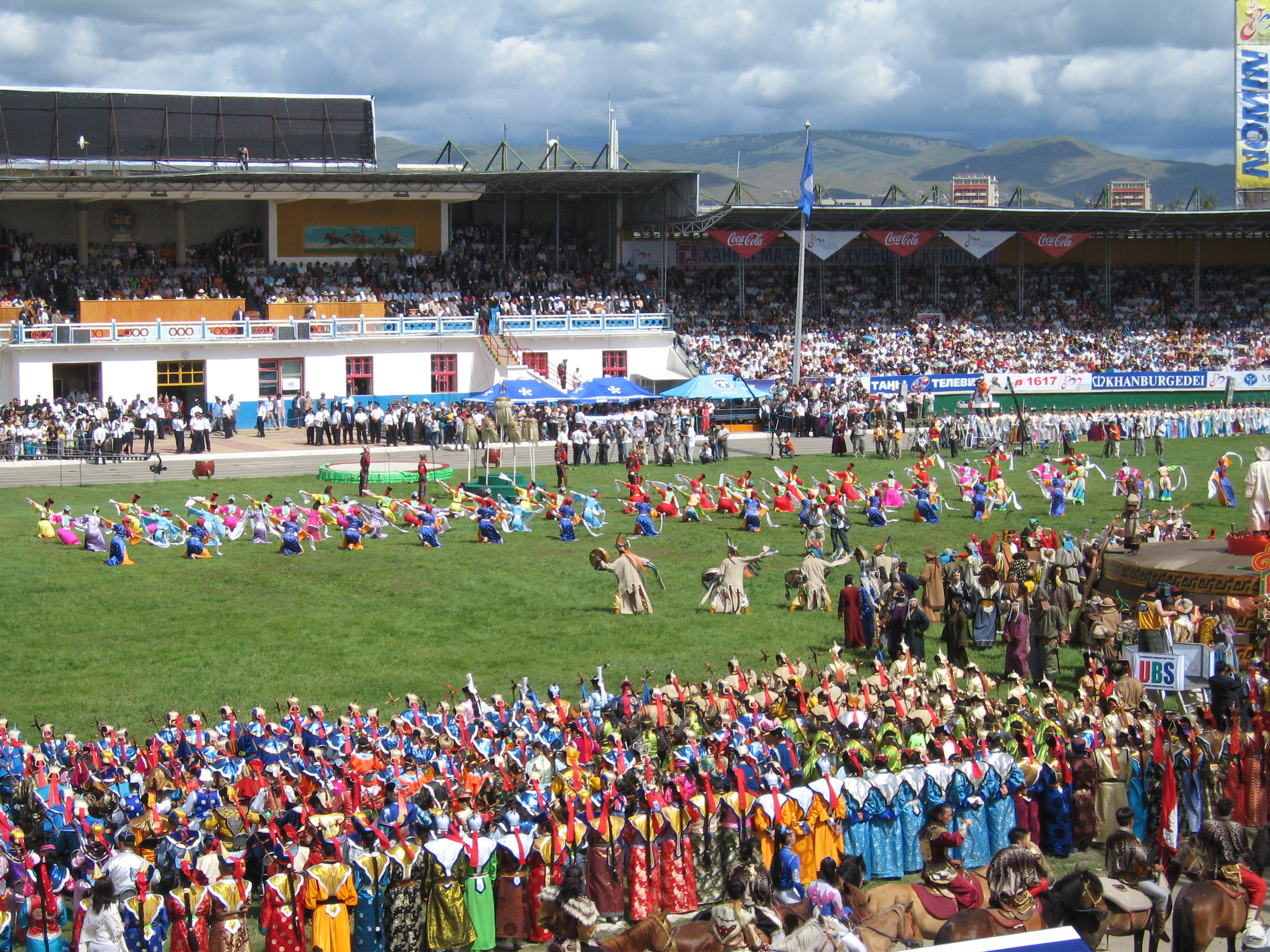
2006年のナーダム祭り
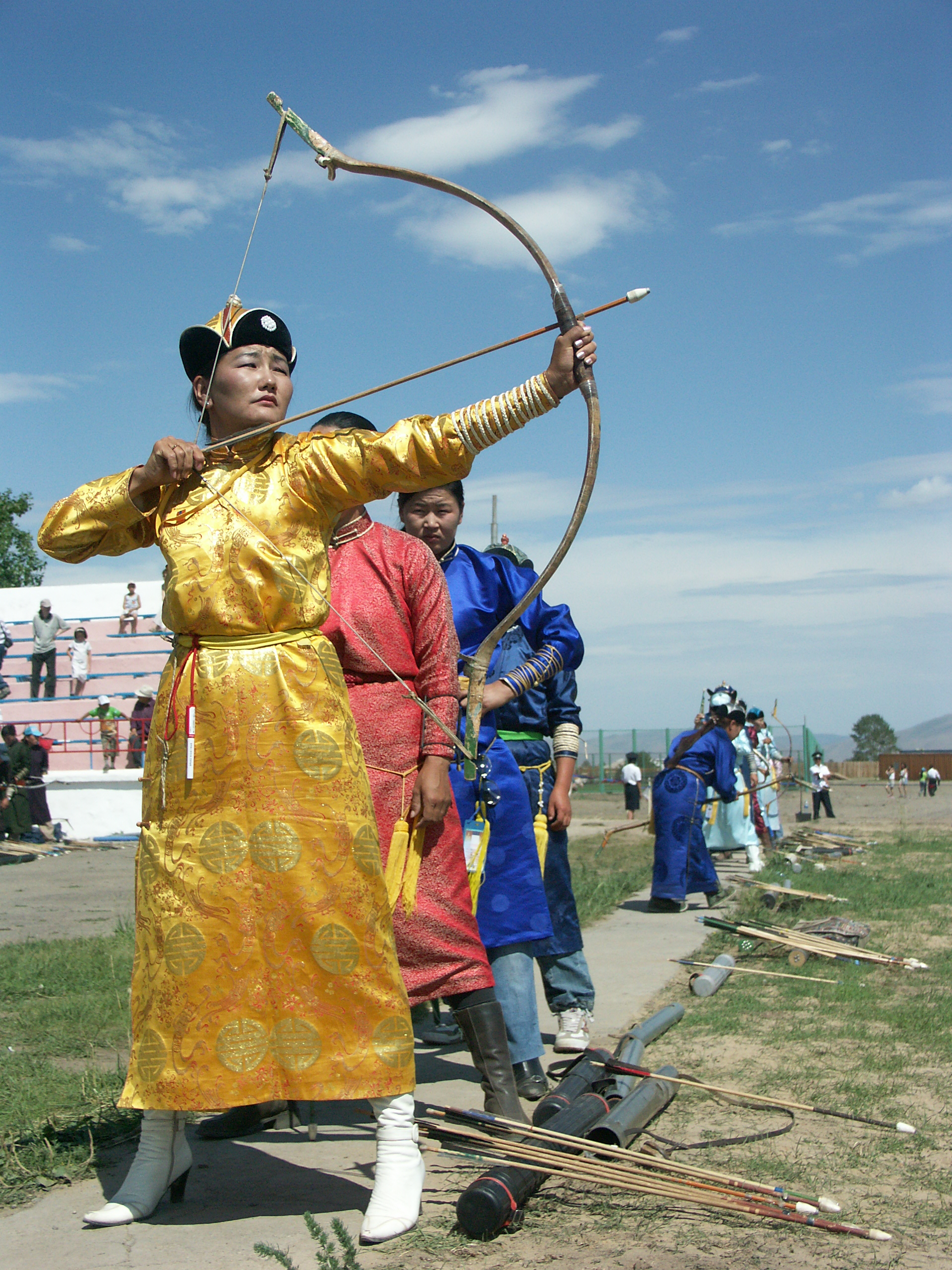
女の弓術・ナーダム
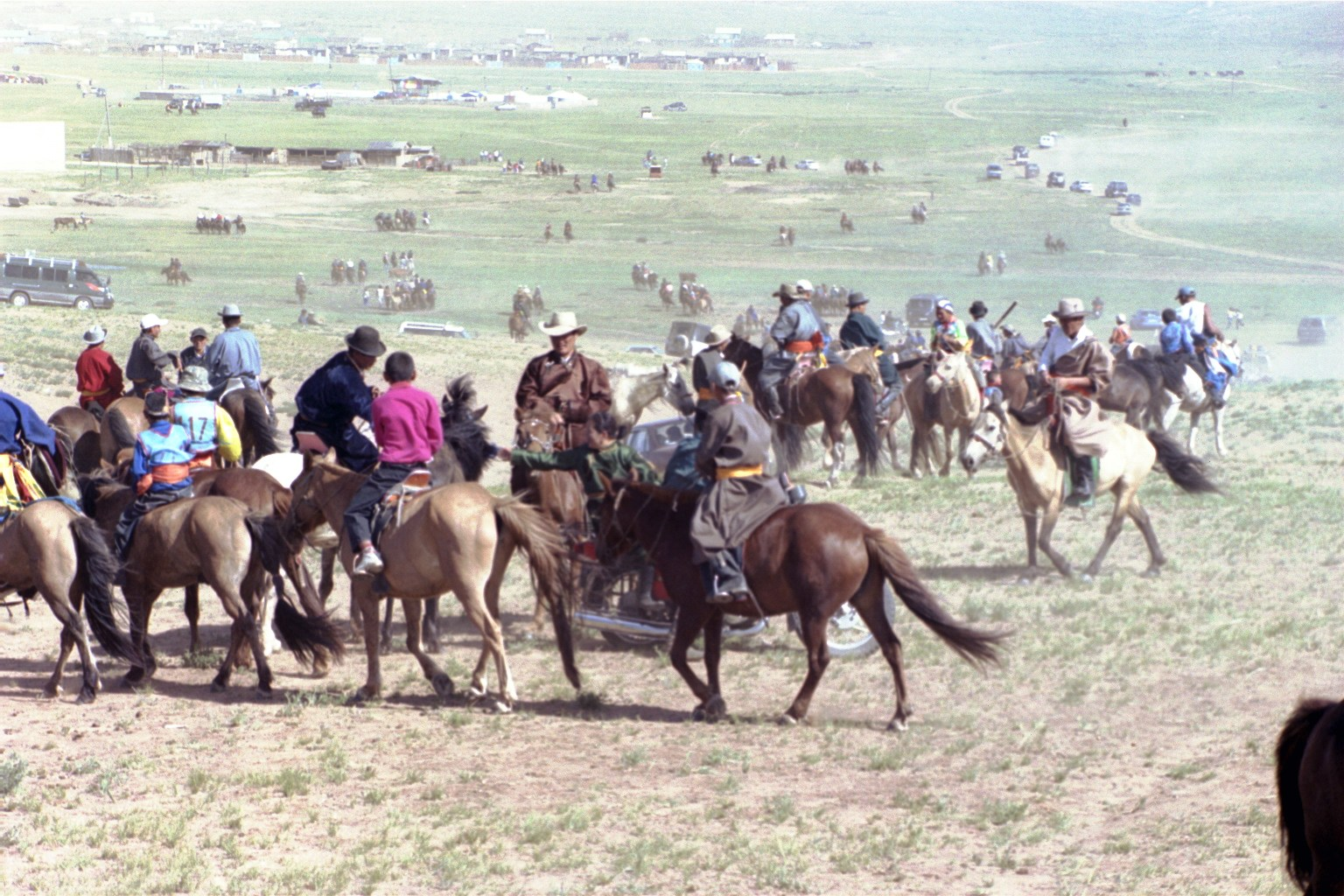
モンゴルの伝統騎手

## 出身者

### 大相撲力士
| - 朝青龍明徳（史上初のモンゴル人横綱） - 旭鷲山昇（史上初のモンゴル人関取） - 旭天鵬勝（史上初のモンゴル出身親方） - 白鵬翔（2人目のモンゴル人横綱） - 日馬富士公平（3人目のモンゴル人横綱） - 鶴竜力三郎（4人目のモンゴル人横綱） - 照ノ富士春雄（5人目のモンゴル人横綱） - 逸ノ城駿 - 鬼嵐力 - 鏡桜南二 - 旭秀鵬滉規 - 光龍忠晴 - 魁猛 - 翔天狼大士 - 城ノ龍康允 - 青狼武士 | - 千昇秀貴 - 大勇武龍泉 - 貴ノ岩義司 - 玉鷲一朗 - 千代翔馬富士雄 - 時天空慶晃 - 徳瀬川正直 - 白馬毅 - 朝赤龍太郎 - 東龍強 - 荒鷲毅 - 豊昇龍智勝 - 星風芳宏 - 保志光信一 - 猛虎浪栄 - 龍皇昇 |